# Elezioni amministrative in Italia del 2014
Le elezioni amministrative in Italia del 2014 si sono tenute il 25 maggio, in concomitanza con le elezioni europee, con ballottaggi l'8 giugno. In Trentino-Alto Adige si è votato il 4 maggio.
Si è votato in 28 comuni capoluogo di provincia, fra cui Bari, Campobasso, Firenze, Perugia e Potenza che sono anche capoluogo di regione. Sono state interessate al voto amministrativo le seguenti città capoluogo: Bari, Bergamo, Ferrara, Firenze, Foggia, Forlì, Livorno, Modena, Padova, Pavia, Perugia, Pesaro, Pescara, Prato, Reggio Emilia, Sassari, Terni, Urbino, Verbania e Biella.
Nel comune di Reggio Calabria si è votato il 26 ottobre in quanto la scadenza naturale del mandato della commissione straordinaria ricadeva proprio in tale periodo.
Il comune più piccolo alle elezioni è Pedesina (in provincia di Sondrio), che con i suoi 33 abitanti è anche il comune più piccolo d'Italia. Per i comuni al voto è considerata la nuova popolazione legale risultante dal censimento del 2011. La popolazione legale determina la modalità di voto (turno unico o con turno di ballottaggio) ed il numero di consiglieri ed assessori degli organi istituzionali.

## Sintesi

### Riepilogo sindaci eletti
Coalizione di centro-sinistra
     Coalizione di centro-destra
     Movimento 5 Stelle
     Coalizione di destra
     Comuni commissariati
| Regione                                                                      | Comune          | Sindaco uscente | Sindaco uscente           | Sindaco eletto | Sindaco eletto             | 1º turno | 1º turno | 2º turno | 2º turno | Seggi   |
| Regione                                                                      | Comune          | Sindaco uscente | Sindaco uscente           | Sindaco eletto | Sindaco eletto             | Voti     | %        | Voti     | %        | Seggi   |
| ---------------------------------------------------------------------------- | --------------- | --------------- | ------------------------- | -------------- | -------------------------- | -------- | -------- | -------- | -------- | ------- |
| Piemonte                                                                     | Biella          |                 | Donato Gentile (PdL)      |                | Marco Cavicchioli (PD)     | 8.743    | 36,62%   | 10.462   | 59,17%   | 20 / 32 |
| Piemonte                                                                     | Verbania        |                 | Michele Mazza             |                | Silvia Marchionini (PD)    | 7.788    | 46,90%   | 8.815    | 77,89%   | 20 / 32 |
| Piemonte                                                                     | Vercelli        |                 | Andrea Corsaro (PdL)      |                | Maura Forte (PD)           | 8.518    | 35,41%   | 11.200   | 67,50%   | 20 / 32 |
| Lombardia                                                                    | Bergamo         |                 | Franco Tentorio (PdL)     |                | Giorgio Gori (PD)          | 28.281   | 45,48%   | 26.385   | 53,50%   | 20 / 32 |
| Lombardia                                                                    | Cremona         |                 | Oreste Perri (PdL)        |                | Gianluca Galimberti (PD)   | 17.512   | 45,80%   | 17.300   | 56,31%   | 20 / 32 |
| Lombardia                                                                    | Pavia           |                 | Alessandro Cattaneo (PdL) |                | Massimo Depaoli (PD)       | 14.326   | 36,44%   | 17.068   | 53,13%   | 20 / 32 |
| Veneto                                                                       | Padova          |                 | Ivo Rossi                 |                | Massimo Bitonci (LN)       | 34.890   | 31,42%   | 51.702   | 53,50%   | 20 / 32 |
| Emilia-Romagna                                                               | Cesena          |                 | Paolo Lucchi (PD)         |                | Paolo Lucchi (PD)          | 29.715   | 54,79%   | N.D.     | N.D.     | 15 / 24 |
| Emilia-Romagna                                                               | Ferrara         |                 | Tiziano Tagliani (PD)     |                | Tiziano Tagliani (PD)      | 41.205   | 55,55%   | N.D.     | N.D.     | 20 / 32 |
| Emilia-Romagna                                                               | Forlì           |                 | Roberto Balzani (PD)      |                | Davide Drei (PD)           | 33.755   | 54,27%   | N.D.     | N.D.     | 20 / 32 |
| Emilia-Romagna                                                               | Modena          |                 | Giorgio Pighi (PD)        |                | Gian Carlo Muzzarelli (PD) | 47.492   | 49,71%   | 38.068   | 63,07%   | 20 / 32 |
| Emilia-Romagna                                                               | Reggio Emilia   |                 | Ugo Ferrari (PD)          |                | Luca Vecchi (PD)           | 46.673   | 56,38%   | N.D.     | N.D.     | 20 / 32 |
| Toscana                                                                      | Firenze         |                 | Dario Nardella (PD)       |                | Dario Nardella (PD)        | 111.049  | 59,15%   | N.D.     | N.D.     | 24 / 36 |
| Toscana                                                                      | Livorno         |                 | Alessandro Cosimi (PD)    |                | Filippo Nogarin (M5S)      | 16.216   | 19,01%   | 35.899   | 53,06%   | 20 / 32 |
| Toscana                                                                      | Prato           |                 | Roberto Cenni (PdL)       |                | Matteo Biffoni (PD)        | 53.167   | 58,18%   | N.D.     | N.D.     | 20 / 32 |
| Umbria                                                                       | Perugia         |                 | Wladimiro Boccali (PD)    |                | Andrea Romizi (FI)         | 22.375   | 26,31%   | 35.469   | 58,02%   | 20 / 34 |
| Umbria                                                                       | Terni           |                 | Leopoldo Di Girolamo (PD) |                | Leopoldo Di Girolamo (PD)  | 27.160   | 46,88%   | 20.198   | 59,51%   | 20 / 32 |
| Marche                                                                       | Ascoli Piceno   |                 | Guido Castelli (PdL)      |                | Guido Castelli (FI)        | 18.451   | 58,92%   | N.D.     | N.D.     | 22 / 32 |
| Marche                                                                       | Pesaro          |                 | Luca Ceriscioli (PD)      |                | Matteo Ricci (PD)          | 32.068   | 60,51%   | N.D.     | N.D.     | 21 / 32 |
| Marche                                                                       | Urbino          |                 | Franco Corbucci (PD)      |                | Maurizio Gambini (Ind.)    | 3.105    | 33,54%   | 4.610    | 56,10%   | 10 / 16 |
| Abruzzo                                                                      | Pescara         |                 | Luigi Albore Mascia (PdL) |                | Marco Alessandrini (PD)    | 29.797   | 43,00%   | 29.699   | 66,34%   | 20 / 32 |
| Abruzzo                                                                      | Teramo          |                 | Maurizio Brucchi (PdL)    |                | Maurizio Brucchi (FI)      | 16.770   | 49,77%   | 13.616   | 51,52%   | 20 / 32 |
| Molise                                                                       | Campobasso      |                 | Luigi Di Bartolomeo (PdL) |                | Antonio Battista (PD)      | 15.374   | 50,01%   | N.D.     | N.D.     | 20 / 32 |
| Puglia                                                                       | Bari            |                 | Michele Emiliano (PD)     |                | Antonio Decaro (PD)        | 88.371   | 49,38%   | 64.457   | 65,40%   | 22 / 36 |
| Puglia                                                                       | Foggia          |                 | Gianni Mongelli (PD)      |                | Franco Landella (FI)       | 27.075   | 32,41%   | 27.839   | 50,33%   | 20 / 32 |
| Basilicata                                                                   | Potenza         |                 | Vito Santarsiero (PD)     |                | Dario De Luca (FdI)        | 7.132    | 16,79%   | 16.293   | 58,54%   | 4 / 32  |
| Calabria                                                                     | Reggio Calabria |                 | Commissione straordinaria |                | Giuseppe Falcomatà (PD)    | 58.171   | 60,99%   | N.D.     | N.D.     | 22 / 32 |
| Sicilia                                                                      | Caltanissetta   |                 | Michele Campisi (PdL)     |                | Giovanni Ruvolo (Ind.)     | 12.152   | 46,39%   | 14.471   | 64,31%   | 18 / 30 |
| Sardegna                                                                     | Sassari         |                 | Guido Sechi               |                | Nicola Sanna (PD)          | 43.833   | 65,28%   | N.D.     | N.D.     | 24 / 34 |
| N/A (non disponibile) indica che il candidato è stato eletto al primo turno. |                 |                 |                           |                |                            |          |          |          |          |         |

## Elezioni comunali

### Piemonte

#### Biella
| Candidati                   | Candidati                                | Voti                        | %     | Liste                                 | Voti   | %     | Seggi |
| --------------------------- | ---------------------------------------- | --------------------------- | ----- | ------------------------------------- | ------ | ----- | ----- |
|                             | Marco Cavicchioli Accede al ballottaggio | 8.743                       | 36,62 | Partito Democratico                   | 6.267  | 26,58 | 16    |
| Biella in Comune            | Marco Cavicchioli Accede al ballottaggio | 8.743                       | 36,62 | 1.116                                 | 4,73   | 2     |       |
| I Love Biella               | Marco Cavicchioli Accede al ballottaggio | 8.743                       | 36,62 | 833                                   | 3,53   | 2     |       |
| Sinistra Ecologia Libertà   | Marco Cavicchioli Accede al ballottaggio | 8.743                       | 36,62 | 290                                   | 1,23   | -     |       |
| Italia dei Valori           | Marco Cavicchioli Accede al ballottaggio | 8.743                       | 36,62 | 133                                   | 0,56   | -     |       |
|                             | Donato Gentile Accede al ballottaggio    | 8.634                       | 36,17 | Forza Italia                          | 3.599  | 15,26 | 4     |
| Dino Gentile Sindaco        | Donato Gentile Accede al ballottaggio    | 8.634                       | 36,17 | 1.560                                 | 6,61   | 1     |       |
| Fratelli d'Italia           | Donato Gentile Accede al ballottaggio    | 8.634                       | 36,17 | 1.223                                 | 5,18   | 1     |       |
| Lega Nord                   | Donato Gentile Accede al ballottaggio    | 8.634                       | 36,17 | 947                                   | 4,01   | 1     |       |
| In corsa con Dino           | Donato Gentile Accede al ballottaggio    | 8.634                       | 36,17 | 529                                   | 2,24   | -     |       |
| Bi+Bi Positive              | Donato Gentile Accede al ballottaggio    | 8.634                       | 36,17 | 178                                   | 0,75   | -     |       |
| Partito Pensionati          | Donato Gentile Accede al ballottaggio    | 8.634                       | 36,17 | 143                                   | 0,60   | -     |       |
| Lista Siamo Biella          | Donato Gentile Accede al ballottaggio    | 8.634                       | 36,17 | 104                                   | 0,44   | -     |       |
| Destre Unite                | Donato Gentile Accede al ballottaggio    | 8.634                       | 36,17 | 103                                   | 0,43   | -     |       |
| Seggio al candidato sindaco | Seggio al candidato sindaco              | Seggio al candidato sindaco | 36,17 | 1                                     |        |       |       |
|                             | Antonella Buscaglia                      | 2.805                       | 11,75 | Movimento 5 Stelle                    | 2.782  | 11,80 | 2     |
|                             | Antonio Ramella Gal                      | 1.525                       | 6,38  | Buongiorno Biella (A)                 | 1.511  | 6,41  | 2     |
|                             | Luca Sangalli                            | 969                         | 4,05  | Biella 6 Tu                           | 670    | 2,84  | -     |
| Biella in Rosa              | Luca Sangalli                            | 969                         | 4,05  | 109                                   | 0,46   | -     |       |
| Biella Mi Piace Barazz8     | Luca Sangalli                            | 969                         | 4,05  | 106                                   | 0,44   | -     |       |
| No Tassametro - Ospedale -  | Luca Sangalli                            | 969                         | 4,05  | 58                                    | 0,24   | -     |       |
|                             | Luigi Apicella                           | 945                         | 3,95  | Uniti per Biella                      | 939    | 3,98  | -     |
|                             | Simone Coletta                           | 249                         | 1,04  | Nuovo Centrodestra - Unione di Centro | 247    | 1,04  | -     |
| Totale                      | Totale                                   | 23.870                      |       |                                       | 23.571 |       | 32    |

- La lista contrassegnata con la lettera A è apparentata al secondo turno con il candidato sindaco Donato Gentile.

Ballottaggio
| Candidati | Candidati                    | Voti   | %     |
| --------- | ---------------------------- | ------ | ----- |
|           | Marco Cavicchioli ✔️ Sindaco | 10.462 | 59,17 |
|           | Donato Gentile               | 7.220  | 40,83 |
| Totale    | Totale                       | 17.682 |       |

#### Verbania
| Candidati                                              | Candidati                                 | Voti                        | %     | Liste                              | Voti   | %     | Seggi |
| ------------------------------------------------------ | ----------------------------------------- | --------------------------- | ----- | ---------------------------------- | ------ | ----- | ----- |
|                                                        | Silvia Marchionini Accede al ballottaggio | 7.788                       | 46,90 | Partito Democratico                | 5.941  | 36,95 | 17    |
| Con Silvia per Verbania                                | Silvia Marchionini Accede al ballottaggio | 7.788                       | 46,90 | 1.037                              | 6,45   | 2     |       |
| Sinistra Unita (SEL - PdCI - Indipendenti di Sinistra) | Silvia Marchionini Accede al ballottaggio | 7.788                       | 46,90 | 467                                | 2,90   | 1     |       |
| Verbania Bene Comune                                   | Silvia Marchionini Accede al ballottaggio | 7.788                       | 46,90 | 254                                | 1,67   | -     |       |
|                                                        | Mirella Cristina Accede al ballottaggio   | 2.912                       | 17,53 | Forza Italia                       | 1.745  | 10,85 | 3     |
| Lega Nord                                              | Mirella Cristina Accede al ballottaggio   | 2.912                       | 17,53 | 818                                | 5,08   | 1     |       |
| Fratelli d'Italia                                      | Mirella Cristina Accede al ballottaggio   | 2.912                       | 17,53 | 286                                | 1,77   | -     |       |
| Seggio al candidato sindaco                            | Seggio al candidato sindaco               | Seggio al candidato sindaco | 17,53 | 1                                  |        |       |       |
|                                                        | Carlo Bava                                | 1.987                       | 11,96 | Sinistra & Ambiente                | 843    | 5,24  | 1     |
| Cittadini con Voi                                      | Carlo Bava                                | 1.987                       | 11,96 | 826                                | 5,14   | -     |       |
| Seggio al candidato sindaco                            | Seggio al candidato sindaco               | Seggio al candidato sindaco | 11,96 | 1                                  |        |       |       |
|                                                        | Marco Parachini                           | 1.957                       | 11,79 | Comunità.Vb                        | 1.063  | 6,61  | 1     |
| Nuovo Centrodestra                                     | Marco Parachini                           | 1.957                       | 11,79 | 874                                | 5,43   | 1     |       |
| Seggio al candidato sindaco                            | Seggio al candidato sindaco               | Seggio al candidato sindaco | 11,79 | 1                                  |        |       |       |
|                                                        | Roberto Campana                           | 1.593                       | 9,59  | Movimento 5 Stelle                 | 1.566  | 9,74  | 2     |
|                                                        | Giorgio Restelli                          | 225                         | 1,35  | Movimento Civico Insubria Verbania | 217    | 1,34  | -     |
|                                                        | Stefano Gaggiotti                         | 141                         | 0,84  | Liberiamo Verbania                 | 140    | 0,87  | -     |
| Totale                                                 | Totale                                    | 16.603                      |       |                                    | 16.077 |       | 32    |

Ballottaggio
| Candidati | Candidati                     | Voti   | %     |
| --------- | ----------------------------- | ------ | ----- |
|           | Silvia Marchionini ✔️ Sindaco | 8.185  | 77,89 |
|           | Mirella Cristina              | 2.323  | 22,11 |
| Totale    | Totale                        | 10.508 |       |

#### Vercelli
| Candidati                                | Candidati                             | Voti                        | %     | Liste                                 | Voti   | %     | Seggi |
| ---------------------------------------- | ------------------------------------- | --------------------------- | ----- | ------------------------------------- | ------ | ----- | ----- |
|                                          | Maura Forte Accede al ballottaggio    | 8.518                       | 35,41 | Partito Democratico                   | 6.613  | 28,27 | 12    |
| Cambia Vercelli                          | Maura Forte Accede al ballottaggio    | 8.518                       | 35,41 | 1.358                                 | 5,80   | 2     |       |
| Scelta Civica - Vercelli Piemonte Europa | Maura Forte Accede al ballottaggio    | 8.518                       | 35,41 | 394                                   | 1,68   | -     |       |
|                                          | Enrico Demaria Accede al ballottaggio | 6.483                       | 26,95 | Forza Italia                          | 3.723  | 15,91 | 5     |
| Enrico Demaria Sindaco                   | Enrico Demaria Accede al ballottaggio | 6.483                       | 26,95 | 1.246                                 | 5,32   | 1     |       |
| Lega Nord                                | Enrico Demaria Accede al ballottaggio | 6.483                       | 26,95 | 898                                   | 3,93   | 1     |       |
| Fratelli d'Italia                        | Enrico Demaria Accede al ballottaggio | 6.483                       | 26,95 | 397                                   | 1,69   | -     |       |
| Destre Unite                             | Enrico Demaria Accede al ballottaggio | 6.483                       | 26,95 | 187                                   | 0,79   | -     |       |
| Seggio al candidato sindaco              | Seggio al candidato sindaco           | Seggio al candidato sindaco | 26,95 | 1                                     |        |       |       |
|                                          | Alberto Perfumo                       | 4.072                       | 16,92 | SiAmo Vercelli (A)                    | 3.195  | 13,66 | 5     |
| SiAmo i Giovani (B)                      | Alberto Perfumo                       | 4.072                       | 16,92 | 591                                   | 2,52   | -     |       |
| Seggio al candidato sindaco              | Seggio al candidato sindaco           | Seggio al candidato sindaco | 16,92 | 1                                     |        |       |       |
|                                          | Adriano Brusco                        | 1.943                       | 8,07  | Movimento 5 Stelle                    | 1.924  | 8,22  | 2     |
|                                          | Remo Bassini                          | 1.670                       | 6,94  | Voce Libera                           | 960    | 4,10  | 1     |
| Sinistra per Bassini                     | Remo Bassini                          | 1.670                       | 6,94  | 571                                   | 2,44   | -     |       |
| Seggio al candidato sindaco              | Seggio al candidato sindaco           | Seggio al candidato sindaco | 6,94  | 1                                     |        |       |       |
|                                          | Giovanni Mazzeri                      | 705                         | 2,93  | Moderati                              | 687    | 2,93  | -     |
|                                          | Bruno Poy                             | 664                         | 2,76  | Nuovo Centrodestra - Unione di Centro | 642    | 2,74  | -     |
| Totale                                   | Totale                                | 24.055                      |       |                                       | 23.386 |       | 32    |

- Le liste contrassegnate con le lettere A e B sono apparentate al secondo turno con il candidato sindaco Maura Forte.

Ballottaggio
| Candidati | Candidati              | Voti   | %     |
| --------- | ---------------------- | ------ | ----- |
|           | Maura Forte ✔️ Sindaco | 11.200 | 67,50 |
|           | Enrico Demaria         | 5.392  | 32,50 |
| Totale    | Totale                 | 16.592 |       |

### Lombardia

#### Bergamo
| Candidati                   | Candidati                              | Voti                        | %     | Liste               | Voti   | %     | Seggi |
| --------------------------- | -------------------------------------- | --------------------------- | ----- | ------------------- | ------ | ----- | ----- |
|                             | Giorgio Gori Accede al ballottaggio    | 28.281                      | 45,48 | Partito Democratico | 14.219 | 23,55 | 11    |
| Giorgio Gori Sindaco        | Giorgio Gori Accede al ballottaggio    | 28.281                      | 45,48 | 8.310               | 13,76  | 6     |       |
| Patto Civico                | Giorgio Gori Accede al ballottaggio    | 28.281                      | 45,48 | 3.143               | 5,20   | 2     |       |
| Sinistra Ecologia Libertà   | Giorgio Gori Accede al ballottaggio    | 28.281                      | 45,48 | 1.238               | 2,05   | 1     |       |
| Italia dei Valori           | Giorgio Gori Accede al ballottaggio    | 28.281                      | 45,48 | 358                 | 0,59   | -     |       |
| Moderati                    | Giorgio Gori Accede al ballottaggio    | 28.281                      | 45,48 | 257                 | 0,42   | -     |       |
| Partito Socialista Italiano | Giorgio Gori Accede al ballottaggio    | 28.281                      | 45,48 | 237                 | 0,39   | -     |       |
|                             | Franco Tentorio Accede al ballottaggio | 26.223                      | 42,17 | Forza Italia        | 8.568  | 14,19 | 4     |
| Lega Nord                   | Franco Tentorio Accede al ballottaggio | 26.223                      | 42,17 | 5.713               | 9,46   | 2     |       |
| Tentorio Sindaco            | Franco Tentorio Accede al ballottaggio | 26.223                      | 42,17 | 5.671               | 9,39   | 2     |       |
| Fratelli d'Italia           | Franco Tentorio Accede al ballottaggio | 26.223                      | 42,17 | 2.243               | 3,71   | 1     |       |
| Unione di Centro            | Franco Tentorio Accede al ballottaggio | 26.223                      | 42,17 | 1.816               | 3,00   | -     |       |
| Nuovo Centrodestra          | Franco Tentorio Accede al ballottaggio | 26.223                      | 42,17 | 1.194               | 1,97   | -     |       |
| Seggio al candidato sindaco | Seggio al candidato sindaco            | Seggio al candidato sindaco | 42,17 | 1                   |        |       |       |
|                             | Marcello Zenoni                        | 5.125                       | 8,24  | Movimento 5 Stelle  | 4.985  | 8,25  | 1     |
|                             | Rocco Gargano                          | 1.653                       | 2,65  | L'Altra Bergamo     | 1.554  | 2,57  | -     |
|                             | Mirko Isnenghi                         | 494                         | 0,79  | Rinasce Bergamo     | 478    | 0,79  | -     |
|                             | Andrea Palermo                         | 395                         | 0,63  | Bergamo Cambia      | 389    | 0,64  | -     |
| Totale                      | Totale                                 | 62.171                      | 100   |                     | 60.373 | 100   | 32    |

Ballottaggio
| Candidati | Candidati               | Voti   | %     |
| --------- | ----------------------- | ------ | ----- |
|           | Giorgio Gori ✔️ Sindaco | 26.385 | 53,50 |
|           | Franco Tentorio         | 22.929 | 46,50 |
| Totale    | Totale                  | 49.314 |       |

#### Cremona
| Candidati                             | Candidati                                  | Voti                        | %     | Liste                                    | Voti   | %     | Seggi |
| ------------------------------------- | ------------------------------------------ | --------------------------- | ----- | ---------------------------------------- | ------ | ----- | ----- |
|                                       | Gianluca Galimberti Accede al ballottaggio | 17.512                      | 45,80 | Partito Democratico                      | 10.917 | 29,44 | 14    |
| Fare Nuova la Città                   | Gianluca Galimberti Accede al ballottaggio | 17.512                      | 45,80 | 4.460                                    | 12,02  | 5     |       |
| Energia Civile - Sinistra per Cremona | Gianluca Galimberti Accede al ballottaggio | 17.512                      | 45,80 | 1.333                                    | 3,59   | 1     |       |
| Patto Civico per Galimberti           | Gianluca Galimberti Accede al ballottaggio | 17.512                      | 45,80 | 210                                      | 0.56   | -     |       |
| Centro Democratico                    | Gianluca Galimberti Accede al ballottaggio | 17.512                      | 45,80 | 137                                      | 0,36   | -     |       |
|                                       | Oreste Perri Accede al ballottaggio        | 12.737                      | 33,31 | Forza Italia                             | 4.927  | 13,28 | 4     |
| Obiettivo Cremona                     | Oreste Perri Accede al ballottaggio        | 12.737                      | 33,31 | 3.999                                    | 10,78  | 3     |       |
| Nuovo Centrodestra                    | Oreste Perri Accede al ballottaggio        | 12.737                      | 33,31 | 1.458                                    | 3,93   | 1     |       |
| Demicheli Uno di Voi                  | Oreste Perri Accede al ballottaggio        | 12.737                      | 33,31 | 839                                      | 2,26   | -     |       |
| Fratelli d'Italia                     | Oreste Perri Accede al ballottaggio        | 12.737                      | 33,31 | 798                                      | 2,15   | -     |       |
| Alleanza Ecologica                    | Oreste Perri Accede al ballottaggio        | 12.737                      | 33,31 | 268                                      | 0,72   | -     |       |
| Seggio al candidato sindaco           | Seggio al candidato sindaco                | Seggio al candidato sindaco | 33,31 | 1                                        |        |       |       |
|                                       | Alessandro Zagni                           | 3.240                       | 8,47  | Lega Nord (A)                            | 2.271  | 6,12  | 1     |
| Cremona Libera (B)                    | Alessandro Zagni                           | 3.240                       | 8,47  | 828                                      | 2,23   | -     |       |
| Seggio al candidato sindaco           | Seggio al candidato sindaco                | Seggio al candidato sindaco | 8,47  | 1                                        |        |       |       |
|                                       | Maria Lucia Lanfredi                       | 2.348                       | 6,14  | Movimento 5 Stelle                       | 2.301  | 6,20  | 1     |
|                                       | Carmine Scotti                             | 523                         | 1,56  | Movimento per Cremona                    | 529    | 1,42  | -     |
|                                       | Pietro Signorini                           | 383                         | 1,00  | Terzo Polo per Cremona (PRI-SC-ALI)      | 369    | 0,99  | -     |
|                                       | Gianluca Galli                             | 324                         | 0,84  | CasaPound                                | 313    | 0,84  | -     |
|                                       | Giuseppe Foderaro                          | 318                         | 0,83  | Popolari per l'Italia - Unione di Centro | 314    | 0,84  | -     |
|                                       | Laura Carlino                              | 307                         | 0,80  | Cremona Città Nova                       | 296    | 0,79  | -     |
|                                       | Mirko Seniga                               | 272                         | 0,71  | Partito di Alternativa Comunista         | 257    | 0,79  | -     |
|                                       | Juri Brocchieri                            | 264                         | 0,69  | Federazione dei Verdi                    | 252    | 0,67  | -     |
| Totale                                | Totale                                     | 38.228                      | 100   |                                          | 37.076 | 100   | 32    |

- Le liste contrassegnate con le lettere A e B sono apparentate al secondo turno con il candidato sindaco Oreste Perri.

Ballottaggio
| Candidati | Candidati                      | Voti   | %     |
| --------- | ------------------------------ | ------ | ----- |
|           | Gianluca Galimberti ✔️ Sindaco | 17.300 | 56,31 |
|           | Oreste Perri                   | 13.422 | 43,69 |
| Totale    | Totale                         | 30.722 |       |

#### Pavia
| Candidati                                               | Candidati                                  | Voti                        | %     | Liste                               | Voti   | %     | Seggi |
| ------------------------------------------------------- | ------------------------------------------ | --------------------------- | ----- | ----------------------------------- | ------ | ----- | ----- |
|                                                         | Alessandro Cattaneo Accede al ballottaggio | 18.350                      | 46,68 | Forza Italia                        | 8.014  | 20,88 | 5     |
| Pavia con Cattaneo                                      | Alessandro Cattaneo Accede al ballottaggio | 18.350                      | 46,68 | 4.301                               | 11,20  | 3     |       |
| Lega Nord                                               | Alessandro Cattaneo Accede al ballottaggio | 18.350                      | 46,68 | 2.552                               | 6,64   | 1     |       |
| Nuovo Centrodestra - Unione di Centro                   | Alessandro Cattaneo Accede al ballottaggio | 18.350                      | 46,68 | 2.001                               | 5,21   | 1     |       |
| Fratelli d'Italia                                       | Alessandro Cattaneo Accede al ballottaggio | 18.350                      | 46,68 | 777                                 | 2,02   | -     |       |
| Pavia Città Sicura                                      | Alessandro Cattaneo Accede al ballottaggio | 18.350                      | 46,68 | 463                                 | 1,20   | -     |       |
| Seggio al candidato sindaco                             | Seggio al candidato sindaco                | Seggio al candidato sindaco | 46,68 | 1                                   |        |       |       |
|                                                         | Massimo Depaoli Accede al ballottaggio     | 14.326                      | 36,44 | Partito Democratico                 | 11.853 | 30,88 | 18    |
| Cittadini per Depaoli                                   | Massimo Depaoli Accede al ballottaggio     | 14.326                      | 36,44 | 1.803                               | 4,69   | 2     |       |
| Italia dei Valori                                       | Massimo Depaoli Accede al ballottaggio     | 14.326                      | 36,44 | 82                                  | 0,21   | -     |       |
|                                                         | Giuseppe Polizzi                           | 2.960                       | 7,53  | Movimento 5 Stelle                  | 2.927  | 7,62  | 1     |
|                                                         | Niccolò Fraschini                          | 1.066                       | 2,71  | Idea Pavia                          | 1.030  | 2,68  | -     |
|                                                         | Cristina Niutta                            | 836                         | 2,12  | Scelta Civica                       | 613    | 1,59  | -     |
| Fare per Fermare il Declino - Partito Liberale Italiano | Cristina Niutta                            | 836                         | 2,12  | 157                                 | 0,40   | -     |       |
|                                                         | Massimo Dagrada                            | 786                         | 1,99  | Sinistra per Pavia (SEL - PRC-PdCI) | 820    | 2,13  | -     |
|                                                         | Walter Veltri                              | 772                         | 1.96  | Insieme per Pavia                   | 788    | 2,05  | -     |
|                                                         | Elena Felicetti                            | 160                         | 0,40  | Partito Comunista dei Lavoratori    | 152    | 0,39  | -     |
|                                                         | Mauro Manfrinato                           | 51                          | 0,12  | Ricostruire Pavia                   | 45     | 0,11  | -     |
| Totale                                                  | Totale                                     | 39.307                      | 100   |                                     | 38.378 | 100   | 32    |

Ballottaggio
| Candidati | Candidati                  | Voti   | %     |
| --------- | -------------------------- | ------ | ----- |
|           | Massimo Depaoli ✔️ Sindaco | 17.068 | 53,13 |
|           | Alessandro Cattaneo        | 15.060 | 46,88 |
| Totale    | Totale                     | 32.128 |       |

### Veneto

#### Padova
| Candidati                                 | Candidati                              | Voti                        | %     | Liste                                | Voti    | %     | Seggi |
| ----------------------------------------- | -------------------------------------- | --------------------------- | ----- | ------------------------------------ | ------- | ----- | ----- |
|                                           | Ivo Rossi Accede al ballottaggio       | 37.488                      | 33,76 | Partito Democratico                  | 26.700  | 24,93 | 6     |
| Con Ivo Rossi Sindaco                     | Ivo Rossi Accede al ballottaggio       | 37.488                      | 33,76 | 6.208                                | 5,80    | 1     |       |
| Sinistra Ecologia Libertà                 | Ivo Rossi Accede al ballottaggio       | 37.488                      | 33,76 | 1.903                                | 1,78    | -     |       |
| Italia dei Valori                         | Ivo Rossi Accede al ballottaggio       | 37.488                      | 33,76 | 994                                  | 0,93    | -     |       |
| Socialisti Riformisti                     | Ivo Rossi Accede al ballottaggio       | 37.488                      | 33,76 | 639                                  | 0,60    | -     |       |
| Cittadini Indipendenti                    | Ivo Rossi Accede al ballottaggio       | 37.488                      | 33,76 | 518                                  | 0,48    | -     |       |
| Seggio al candidato sindaco               | Seggio al candidato sindaco            | Seggio al candidato sindaco | 33,76 | 1                                    |         |       |       |
|                                           | Massimo Bitonci Accede al ballottaggio | 34.890                      | 31,42 | Bitonci Sindaco                      | 17.849  | 16,66 | 10    |
| Forza Italia                              | Massimo Bitonci Accede al ballottaggio | 34.890                      | 31,42 | 7.967                                | 7,43    | 4     |       |
| Lega Nord                                 | Massimo Bitonci Accede al ballottaggio | 34.890                      | 31,42 | 5.237                                | 4,89    | 3     |       |
| Fratelli d'Italia                         | Massimo Bitonci Accede al ballottaggio | 34.890                      | 31,42 | 1.431                                | 1,33    | -     |       |
| Prima Padova                              | Massimo Bitonci Accede al ballottaggio | 34.890                      | 31,42 | 681                                  | 0,64    | -     |       |
| Lista Cappelli - Officina per Padova      | Massimo Bitonci Accede al ballottaggio | 34.890                      | 31,42 | 182                                  | 0,16    | -     |       |
|                                           | Maurizio Saia                          | 11.805                      | 10,63 | Rifare Padova (A)                    | 4.312   | 4,03  | 2     |
| Nuovo Centrodestra - Unione di Centro (B) | Maurizio Saia                          | 11.805                      | 10,63 | 1.759                                | 1,64    | -     |       |
| Insieme per Padova (C)                    | Maurizio Saia                          | 11.805                      | 10,63 | 1.277                                | 1,19    | -     |       |
| Cristiani Democratici Uniti (D)           | Maurizio Saia                          | 11.805                      | 10,63 | 1.099                                | 1,03    | -     |       |
| Popolari per Padova (E)                   | Maurizio Saia                          | 11.805                      | 10,63 | 1.079                                | 1,01    | -     |       |
| Progetto Padova (F)                       | Maurizio Saia                          | 11.805                      | 10,63 | 892                                  | 0,83    | -     |       |
| Liga Veneta Repubblica (G)                | Maurizio Saia                          | 11.805                      | 10,63 | 620                                  | 0,58    | -     |       |
| Partito Pensionati (H)                    | Maurizio Saia                          | 11.805                      | 10,63 | 361                                  | 0,34    | -     |       |
| Seggio al candidato sindaco               | Seggio al candidato sindaco            | Seggio al candidato sindaco | 10,63 | 1                                    |         |       |       |
|                                           | Francesco Fiore                        | 11.004                      | 9,91  | Padova 2020 (I)                      | 8.638   | 8,07  | 1     |
| Impegno Comune (L)                        | Francesco Fiore                        | 11.004                      | 9,91  | 676                                  | 0,63    | -     |       |
| Padova Solidale (M)                       | Francesco Fiore                        | 11.004                      | 9,91  | 585                                  | 0,55    | -     |       |
| Seggio al candidato sindaco               | Seggio al candidato sindaco            | Seggio al candidato sindaco | 9,91  | 1                                    |         |       |       |
|                                           | Giuliano Altavilla                     | 9.590                       | 8,63  | Movimento 5 Stelle                   | 9.478   | 8,85  | 2     |
|                                           | Andrea Colasio                         | 2.703                       | 2,43  | Scelta Civica (N)                    | 2.115   | 1,97  | -     |
| Padova Rinasce (O)                        | Andrea Colasio                         | 2.703                       | 2,43  | 503                                  | 0,47    | -     |       |
|                                           | Daniela Ruffini                        | 1.504                       | 1,35  | Partito della Rifondazione Comunista | 977     | 0,91  | -     |
| Salute Ambiente Cultura                   | Daniela Ruffini                        | 1.504                       | 1,35  | 410                                  | 0,38    | -     |       |
|                                           | Alberto Salmaso                        | 1.275                       | 1,15  | Idea Padova (P)                      | 843     | 0,78  | -     |
| Idea Sanità                               | Alberto Salmaso                        | 1.275                       | 1,15  | 405                                  | 0,38    | -     |       |
|                                           | Bruno Cesaro                           | 777                         | 0,70  | Padova Sociale                       | 757     | 0,71  | -     |
| Totale                                    | Totale                                 | 111.036                     |       |                                      | 107.095 |       | 32    |

- Le liste contrassegnate con le lettere A, B, C, D, E, F, G, H e P sono apparentate al secondo turno con il candidato sindaco Massimo Bitonci.
- Le liste contrassegnate con le lettere I, L, M, N e O sono apparentate al secondo turno con il candidato sindaco Ivo Rossi.

Ballottaggio
| Candidati | Candidati                  | Voti   | %     |
| --------- | -------------------------- | ------ | ----- |
|           | Massimo Bitonci ✔️ Sindaco | 51.702 | 53,50 |
|           | Ivo Rossi                  | 44.943 | 46,50 |
| Totale    | Totale                     | 96.645 |       |

### Emilia-Romagna

#### Cesena
| Candidati                             | Candidati                   | Voti                        | %     | Liste                          | Voti   | %     | Seggi |
| ------------------------------------- | --------------------------- | --------------------------- | ----- | ------------------------------ | ------ | ----- | ----- |
|                                       | Paolo Lucchi ✔️ Sindaco     | 29.715                      | 54,79 | Partito Democratico            | 26.019 | 48,32 | 15    |
| Sinistra Ecologia Libertà             | Paolo Lucchi ✔️ Sindaco     | 29.715                      | 54,79 | 1.647                          | 3,05   | -     |       |
| Semplicemente Cesena                  | Paolo Lucchi ✔️ Sindaco     | 29.715                      | 54,79 | 1.276                          | 2,36   | -     |       |
| Partito della Rifondazione Comunista  | Paolo Lucchi ✔️ Sindaco     | 29.715                      | 54,79 | 528                            | 0,98   | -     |       |
| Nuove Idee in Comune (PSI - SC)       | Paolo Lucchi ✔️ Sindaco     | 29.715                      | 54,79 | 301                            | 0,55   | -     |       |
|                                       | Gilberto Zoffoli            | 9.103                       | 16,78 | Forza Italia                   | 4.410  | 8,19  | 2     |
| Nuovo Centrodestra - Unione di Centro | Gilberto Zoffoli            | 9.103                       | 16,78 | 2.107                          | 3,91   | 1     |       |
| Partito Repubblicano Italiano         | Gilberto Zoffoli            | 9.103                       | 16,78 | 1.475                          | 2,73   | -     |       |
| Fratelli d'Italia                     | Gilberto Zoffoli            | 9.103                       | 16,78 | 898                            | 1,66   | -     |       |
| Seggio al candidato sindaco           | Seggio al candidato sindaco | Seggio al candidato sindaco | 16,78 | 1                              |        |       |       |
|                                       | Natascia Guiduzzi           | 8.403                       | 15,49 | Movimento 5 Stelle             | 8.376  | 15,55 | 4     |
|                                       | Vittorio Valletta           | 2.144                       | 3,95  | Cesena SìAmo Noi               | 2.072  | 3,84  | 1     |
|                                       | Luigi Di Placido            | 1.651                       | 3,04  | Liberaldemocratici per Cesena  | 1.145  | 2,12  | -     |
| Progetto Liberale                     | Luigi Di Placido            | 1.651                       | 3,04  | 411                            | 0,76   | -     |       |
|                                       | Antonella Celletti          | 1.506                       | 2,77  | Lega Nord                      | 1.481  | 2,75  | -     |
|                                       | Matteo Micucci              | 1.106                       | 2,03  | Rialzati Cesena                | 1.106  | 2,05  | -     |
|                                       | Maria Grazia Zittignani     | 605                         | 1,11  | Partito dei Comunisti Italiani | 592    | 1,09  | -     |
| Totale                                | Totale                      | 54.233                      |       |                                | 53.844 |       | 24    |

#### Ferrara
| Candidati                   | Candidati                   | Voti                        | %     | Liste                                 | Voti   | %     | Seggi |
| --------------------------- | --------------------------- | --------------------------- | ----- | ------------------------------------- | ------ | ----- | ----- |
|                             | Tiziano Tagliani ✔️ Sindaco | 41.205                      | 55,55 | Partito Democratico                   | 34.464 | 46,89 | 18    |
| Ferrara Concreta            | Tiziano Tagliani ✔️ Sindaco | 41.205                      | 55,55 | 3.163                                 | 4,30   | 1     |       |
| Sinistra Ecologia Libertà   | Tiziano Tagliani ✔️ Sindaco | 41.205                      | 55,55 | 2.397                                 | 3,26   | 1     |       |
| Centro Democratico          | Tiziano Tagliani ✔️ Sindaco | 41.205                      | 55,55 | 705                                   | 0,95   | -     |       |
|                             | Vittorio Anselmi            | 13.170                      | 17,75 | Forza Italia                          | 7.677  | 10,44 | 3     |
| Fratelli d'Italia           | Vittorio Anselmi            | 13.170                      | 17,75 | 2.930                                 | 3,98   | 1     |       |
| Lega Nord                   | Vittorio Anselmi            | 13.170                      | 17,75 | 2.471                                 | 3,36   | 1     |       |
| Seggio al candidato sindaco | Seggio al candidato sindaco | Seggio al candidato sindaco | 17,75 | 1                                     |        |       |       |
|                             | Ilaria Morghen              | 11.790                      | 15,89 | Movimento 5 Stelle                    | 11.742 | 15,97 | 5     |
|                             | Francesco Rendine           | 2.459                       | 3,31  | G.O.L. Giustizia Onore Libertà        | 2.420  | 3,29  | 1     |
|                             | Giuseppe Fornaro            | 1.728                       | 2,32  | Valori di Sinistra (IdV - PRC - PdCI) | 1.712  | 2,32  | -     |
|                             | Francesco Fersini           | 1.563                       | 2,10  | Nuovo Centrodestra - Unione di Centro | 1.572  | 2,13  | -     |
|                             | Marica Felloni              | 1.371                       | 1,84  | Ferrara Futuro Insieme                | 1.365  | 1,85  | -     |
|                             | Mario Zamorani              | 878                         | 1,18  | Un'Altra Ferrara                      | 878    | 1,19  | -     |
| Totale                      | Totale                      | 74.164                      |       |                                       | 73.496 |       | 32    |

#### Forlì
| Candidati                         | Candidati                   | Voti                        | %     | Liste                            | Voti   | %     | Seggi |
| --------------------------------- | --------------------------- | --------------------------- | ----- | -------------------------------- | ------ | ----- | ----- |
|                                   | Davide Drei ✔️ Sindaco      | 33.755                      | 54,27 | Partito Democratico              | 28.415 | 46,34 | 18    |
| Noi con Drei                      | Davide Drei ✔️ Sindaco      | 33.755                      | 54,27 | 2.840                            | 4,63   | 1     |       |
| Con Drei per Forlì (PSI-Verdi-SC) | Davide Drei ✔️ Sindaco      | 33.755                      | 54,27 | 1.591                            | 2,59   | 1     |       |
| A Sinistra con Drei               | Davide Drei ✔️ Sindaco      | 33.755                      | 54,27 | 527                              | 0,85   | -     |       |
|                                   | Anna Rita Balzani           | 12.806                      | 20,59 | Forza Italia                     | 7.789  | 12,70 | 4     |
| Noi Forlivesi                     | Anna Rita Balzani           | 12.806                      | 20,59 | 2,817                            | 4,59   | 1     |       |
| Fratelli d'Italia                 | Anna Rita Balzani           | 12.806                      | 20,59 | 1,807                            | 2,94   | 1     |       |
| Seggio al candidato sindaco       | Seggio al candidato sindaco | Seggio al candidato sindaco | 20,59 | 1                                |        |       |       |
|                                   | Daniele Avolio              | 7.165                       | 11,52 | Movimento 5 Stelle               | 7.145  | 11,65 | 4     |
|                                   | Daniele Mezzacapo           | 2.114                       | 3,39  | Lega Nord                        | 2.110  | 3,44  | 1     |
|                                   | Raffaella Pirini            | 1.566                       | 2,51  | Destinazione Forlì               | 1.524  | 2,48  | -     |
|                                   | Andrea Pasini               | 1.449                       | 2,33  | Amare Forlì                      | 1.445  | 2,37  | -     |
|                                   | Luigi Ascanio               | 1.172                       | 1,88  | Cambia Forlì                     | 1.142  | 1,86  | -     |
|                                   | Nicola Candido              | 839                         | 1,34  | Sinistra per Forlì               | 826    | 1,34  | -     |
|                                   | Pino Perini                 | 677                         | 1,08  | Insieme da Sinistra per Forlì    | 676    | 1,10  | -     |
|                                   | Paola Monaldi               | 358                         | 0,57  | Movimento Idea Sociale           | 359    | 0,58  | -     |
|                                   | Giacomo Turci               | 287                         | 0,46  | Partito Comunista dei Lavoratori | 287    | 0,46  | -     |
| Totale                            | Totale                      | 62.188                      |       |                                  | 61.310 |       | 32    |

#### Modena
| Candidati                      | Candidati                                    | Voti                        | %     | Liste                                | Voti   | %     | Seggi |
| ------------------------------ | -------------------------------------------- | --------------------------- | ----- | ------------------------------------ | ------ | ----- | ----- |
|                                | Gian Carlo Muzzarelli Accede al ballottaggio | 47.492                      | 49,71 | Partito Democratico                  | 43.161 | 45,50 | 19    |
| Sinistra Ecologia Libertà      | Gian Carlo Muzzarelli Accede al ballottaggio | 47.492                      | 49,71 | 2.281                                | 2,40   | 1     |       |
| Centro Democratico             | Gian Carlo Muzzarelli Accede al ballottaggio | 47.492                      | 49,71 | 995                                  | 1,04   | -     |       |
| Moderati                       | Gian Carlo Muzzarelli Accede al ballottaggio | 47.492                      | 49,71 | 815                                  | 0,85   | -     |       |
| Partito dei Comunisti Italiani | Gian Carlo Muzzarelli Accede al ballottaggio | 47.492                      | 49,71 | 806                                  | 0,84   | -     |       |
|                                | Marco Bortolotti Accede al ballottaggio      | 15.605                      | 16,33 | Movimento 5 Stelle                   | 15.339 | 16,17 | 5     |
|                                | Giuseppe Pellacani                           | 11.968                      | 12,52 | Forza Italia                         | 8.204  | 8,64  | 2     |
| Fratelli d'Italia              | Giuseppe Pellacani                           | 11.968                      | 12,52 | 2.382                                | 2,51   | -     |       |
| Unione di Centro               | Giuseppe Pellacani                           | 11.968                      | 12,52 | 1.348                                | 1,42   | -     |       |
| Seggio al candidato sindaco    | Seggio al candidato sindaco                  | Seggio al candidato sindaco | 12,52 | 1                                    |        |       |       |
|                                | Adriana Querzè                               | 6.755                       | 7,07  | Per Me Modena                        | 6.281  | 6,62  | 2     |
|                                | Antonio Montanini                            | 4.133                       | 4,31  | CambiaModena                         | 3.837  | 4,04  | 1     |
|                                | Carlo Giovanardi                             | 3.790                       | 3,96  | Nuovo Centrodestra                   | 3.732  | 3,93  | 1     |
|                                | Stefano Bellei                               | 2.986                       | 3,12  | Lega Nord - Cittadini Modenesi Uniti | 2.952  | 3,11  | -     |
|                                | Vittorio Balestrazzi                         | 1.558                       | 1,63  | Modena Salute Ambiente.it            | 1.537  | 1,62  | -     |
|                                | Flavio Novara                                | 1.245                       | 1,30  | L'Altra Modena - Sinistra in Comune  | 1.186  | 1,25  | -     |
| Totale                         | Totale                                       | 95.532                      |       |                                      | 94.856 |       | 32    |

Ballottaggio
| Candidati | Candidati                        | Voti   | %     |
| --------- | -------------------------------- | ------ | ----- |
|           | Gian Carlo Muzzarelli ✔️ Sindaco | 38.068 | 63,07 |
|           | Marco Bortolotti                 | 22.294 | 36,93 |
| Totale    | Totale                           | 60.362 |       |

#### Reggio Emilia
| Candidati                           | Candidati                   | Voti                        | %     | Liste                          | Voti   | %     | Seggi |
| ----------------------------------- | --------------------------- | --------------------------- | ----- | ------------------------------ | ------ | ----- | ----- |
|                                     | Luca Vecchi ✔️ Sindaco      | 46.673                      | 56,38 | Partito Democratico            | 40.908 | 49,86 | 19    |
| Sinistra Ecologia Libertà           | Luca Vecchi ✔️ Sindaco      | 46.673                      | 56,38 | 2.519                          | 3,07   | 1     |       |
| Svoltare                            | Luca Vecchi ✔️ Sindaco      | 46.673                      | 56,38 | 880                            | 1,07   | -     |       |
| 0522 Reggio Chiama Matteo           | Luca Vecchi ✔️ Sindaco      | 46.673                      | 56,38 | 880                            | 1,07   | -     |       |
| Leoni di Reggio                     | Luca Vecchi ✔️ Sindaco      | 46.673                      | 56,38 | 531                            | 0,64   | -     |       |
| Italia dei Valori - Partito del Sud | Luca Vecchi ✔️ Sindaco      | 46.673                      | 56,38 | 439                            | 0,53   | -     |       |
| Centro Democratico                  | Luca Vecchi ✔️ Sindaco      | 46.673                      | 56,38 | 423                            | 0,51   | -     |       |
|                                     | Norberto Vaccari            | 14.141                      | 17,08 | Movimento 5 Stelle             | 13.989 | 17,05 | 6     |
|                                     | Donatella Prampolini        | 11.011                      | 13,30 | Forza Italia                   | 6.238  | 7,60  | 2     |
| Donatella Prampolini Sindaco        | Donatella Prampolini        | 11.011                      | 13,30 | 2.183                          | 2,66   | 1     |       |
| Fratelli d'Italia                   | Donatella Prampolini        | 11.011                      | 13,30 | 1.348                          | 1,64   | -     |       |
| Nuovo Centrodestra                  | Donatella Prampolini        | 11.011                      | 13,30 | 1.117                          | 1,36   | -     |       |
| Seggio al candidato sindaco         | Seggio al candidato sindaco | Seggio al candidato sindaco | 13,30 | 1                              |        |       |       |
|                                     | Gianluca Vinci              | 3.274                       | 3,95  | Lega Nord                      | 3.223  | 3,92  | 1     |
|                                     | Cinzia Rubertelli           | 2.750                       | 3,32  | Grande Reggio                  | 1.409  | 1,71  | -     |
| Progetto Reggio                     | Cinzia Rubertelli           | 2.750                       | 3,32  | 1.239                          | 1,51   | -     |       |
| Seggio al candidato sindaco         | Seggio al candidato sindaco | Seggio al candidato sindaco | 3,32  | 1                              |        |       |       |
|                                     | Ernesto D'Andrea            | 2.257                       | 2,72  | Città del Tricolore            | 2.186  | 2,66  | -     |
|                                     | Francesco Fantuzzi          | 1.375                       | 1,66  | Un'Altra Reggio                | 1.258  | 1,53  | -     |
|                                     | Antonio Casella             | 1.288                       | 1,55  | Partito dei Comunisti Italiani | 700    | 0,85  | -     |
| Reggio Democratica                  | Antonio Casella             | 1.288                       | 1,55  | 562                            | 0,68   | -     |       |
| Totale                              | Totale                      | 82.769                      |       |                                | 82.032 |       | 32    |

### Toscana

#### Firenze
| Candidati                             | Candidati                   | Voti                        | %     | Liste                                 | Voti    | %     | Seggi |
| ------------------------------------- | --------------------------- | --------------------------- | ----- | ------------------------------------- | ------- | ----- | ----- |
|                                       | Dario Nardella ✔️ Sindaco   | 111.049                     | 59,15 | Partito Democratico                   | 86.906  | 47,22 | 21    |
| Lista Nardella                        | Dario Nardella ✔️ Sindaco   | 111.049                     | 59,15 | 16.114                                | 8,75    | 3     |       |
| Sostieni Firenze                      | Dario Nardella ✔️ Sindaco   | 111.049                     | 59,15 | 2.604                                 | 1,41    | -     |       |
| Firenze al Centro                     | Dario Nardella ✔️ Sindaco   | 111.049                     | 59,15 | 1.771                                 | 0,96    | -     |       |
| Italia dei Valori                     | Dario Nardella ✔️ Sindaco   | 111.049                     | 59,15 | 1.438                                 | 0,78    | -     |       |
| Sinistra Comune                       | Dario Nardella ✔️ Sindaco   | 111.049                     | 59,15 | 549                                   | 0,29    | -     |       |
| Popolari per Firenze                  | Dario Nardella ✔️ Sindaco   | 111.049                     | 59,15 | 536                                   | 0,29    | -     |       |
|                                       | Marco Stella                | 22.645                      | 12,06 | Forza Italia                          | 17.988  | 9,77  | 3     |
| Cittadini per Firenze                 | Marco Stella                | 22.645                      | 12,06 | 2.654                                 | 1,44    | -     |       |
| Lega Nord                             | Marco Stella                | 22.645                      | 12,06 | 1.598                                 | 0,86    | -     |       |
| Seggio al candidato sindaco           | Seggio al candidato sindaco | Seggio al candidato sindaco | 12,06 | 1                                     |         |       |       |
|                                       | Miriam Amato                | 17.525                      | 9,33  | Movimento 5 Stelle                    | 17.486  | 9,50  | 3     |
|                                       | Tommaso Grassi              | 15.410                      | 8,20  | Sinistra Ecologia Libertà             | 7,677   | 4,17  | 1     |
| Firenze a Sinistra con Tommaso Grassi | Tommaso Grassi              | 15.410                      | 8,20  | 4,376                                 | 2,37    | 1     |       |
| Partito della Rifondazione Comunista  | Tommaso Grassi              | 15.410                      | 8,20  | 2.554                                 | 1,38    | -     |       |
| Seggio al candidato sindaco           | Seggio al candidato sindaco | Seggio al candidato sindaco | 8,20  | 1                                     |         |       |       |
|                                       | Cristina Scaletti           | 8.385                       | 4,46  | La Scaletti Sindaco                   | 6.235   | 3,38  | -     |
| La Città di Tutti                     | Cristina Scaletti           | 8.385                       | 4,46  | 679                                   | 0,36    | -     |       |
| La Città del Saper Fare               | Cristina Scaletti           | 8.385                       | 4,46  | 593                                   | 0,32    | -     |       |
| Seggio al candidato sindaco           | Seggio al candidato sindaco | Seggio al candidato sindaco | 4,46  | 1                                     |         |       |       |
|                                       | Achille Totaro              | 6.465                       | 3,44  | Fratelli d'Italia                     | 3.195   | 1,73  | -     |
| Alleanza per Firenze                  | Achille Totaro              | 6.465                       | 3,44  | 2.981                                 | 1,62    | -     |       |
| Seggio al candidato sindaco           | Seggio al candidato sindaco | Seggio al candidato sindaco | 3,44  | 1                                     |         |       |       |
|                                       | Gianna Scatizzi             | 4.102                       | 2,18  | Nuovo Centrodestra - Unione di Centro | 4.046   | 2,19  | -     |
|                                       | Laura Bennati               | 985                         | 0,52  | Una Città in Comune                   | 973     | 0,52  | -     |
|                                       | Attilio Armando Tronca      | 703                         | 0,37  | Partito Comunista dei Lavoratori      | 702     | 0,38  | -     |
|                                       | Paolo Manneschi             | 441                         | 0,23  | Repubblica Fiorentina                 | 354     | 0,19  | -     |
| Totale                                | Totale                      | 187.710                     |       |                                       | 184.009 |       | 36    |

#### Livorno
| Candidati                                          | Candidati                              | Voti                        | %     | Liste                                            | Voti   | %     | Seggi |
| -------------------------------------------------- | -------------------------------------- | --------------------------- | ----- | ------------------------------------------------ | ------ | ----- | ----- |
|                                                    | Marco Ruggeri Accede al ballottaggio   | 34.096                      | 39,97 | Partito Democratico                              | 29.465 | 35,25 | 6     |
| Sinistra Ecologia Libertà                          | Marco Ruggeri Accede al ballottaggio   | 34.096                      | 39,97 | 1.491                                            | 1,78   | -     |       |
| Livorno Decide                                     | Marco Ruggeri Accede al ballottaggio   | 34.096                      | 39,97 | 1.396                                            | 1,67   | -     |       |
| Socialisti e Democratici Europei (PSI - Confronto) | Marco Ruggeri Accede al ballottaggio   | 34.096                      | 39,97 | 1.118                                            | 1,33   | -     |       |
| Italia dei Valori                                  | Marco Ruggeri Accede al ballottaggio   | 34.096                      | 39,97 | 637                                              | 0,76   | -     |       |
| Seggio al candidato sindaco                        | Seggio al candidato sindaco            | Seggio al candidato sindaco | 39,97 | 1                                                |        |       |       |
|                                                    | Filippo Nogarin Accede al ballottaggio | 16.216                      | 19,01 | Movimento 5 Stelle                               | 16.017 | 19,16 | 20    |
|                                                    | Andrea Raspanti                        | 13.973                      | 16,38 | Buongiorno Livorno                               | 7.411  | 8,86  | 2     |
| Sinistra Unita per il Lavoro                       | Andrea Raspanti                        | 13.973                      | 16,38 | 2.662                                            | 3,18   | -     |       |
| Un'Altra Livorno                                   | Andrea Raspanti                        | 13.973                      | 16,38 | 1.766                                            | 2,11   | -     |       |
| Amiamo Livorno                                     | Andrea Raspanti                        | 13.973                      | 16,38 | 1.369                                            | 1,63   | -     |       |
| Seggio al candidato sindaco                        | Seggio al candidato sindaco            | Seggio al candidato sindaco | 16,38 | 1                                                |        |       |       |
|                                                    | Elisa Amato Nicosia                    | 6.234                       | 7,30  | Forza Italia                                     | 6.240  | 7,46  | 1     |
|                                                    | Marco Cannito                          | 5.411                       | 6,34  | Città Diversa                                    | 4.271  | 5,11  | -     |
| DASUL                                              | Marco Cannito                          | 5.411                       | 6,34  | 593                                              | 0,70   | -     |       |
| Seggio al candidato sindaco                        | Seggio al candidato sindaco            | Seggio al candidato sindaco | 6,34  | 1                                                |        |       |       |
|                                                    | Marcella Amadio                        | 3.965                       | 4,64  | Amadio Sindaco (FdI - UDC - LN)                  | 3.896  | 4,66  | -     |
|                                                    | Ugo De Carlo                           | 1.628                       | 1,90  | Ugo De Carlo Sindaco (Votare per Cambiare - FFD) | 1.550  | 1,85  | -     |
|                                                    | Costanza Vaccaro                       | 1.506                       | 1,76  | Nuovo Centrodestra                               | 1.495  | 1,78  | -     |
|                                                    | Cristiano Toncelli                     | 1.052                       | 1,23  | Progetto per Livorno                             | 1.008  | 1,20  | -     |
|                                                    | Jacopo Toninelli                       | 720                         | 0,84  | Movimento Cinque e Cinque                        | 716    | 0,85  | -     |
|                                                    | Ruggero Rognoni                        | 485                         | 0,56  | Partito Comunista dei Lavoratori                 | 471    | 0,56  | -     |
| Totale                                             | Totale                                 | 85.286                      |       |                                                  | 83.572 |       | 32    |

Ballottaggio
| Candidati | Candidati                  | Voti   | %     |
| --------- | -------------------------- | ------ | ----- |
|           | Filippo Nogarin ✔️ Sindaco | 35.899 | 53,06 |
|           | Marco Ruggeri              | 31.759 | 46,94 |
| Totale    | Totale                     | 67.658 |       |

#### Prato
| Candidati                                 | Candidati                   | Voti                        | %     | Liste                                                  | Voti   | %     | Seggi |
| ----------------------------------------- | --------------------------- | --------------------------- | ----- | ------------------------------------------------------ | ------ | ----- | ----- |
|                                           | Matteo Biffoni ✔️ Sindaco   | 53.167                      | 58,18 | Partito Democratico                                    | 42.151 | 46,80 | 18    |
| Con Matteo Biffoni per Prato              | Matteo Biffoni ✔️ Sindaco   | 53.167                      | 58,18 | 5.682                                                  | 6,30   | 2     |       |
| Sinistra Ecologia Libertà                 | Matteo Biffoni ✔️ Sindaco   | 53.167                      | 58,18 | 2.267                                                  | 2,51   | -     |       |
| Federazione della Sinistra                | Matteo Biffoni ✔️ Sindaco   | 53.167                      | 58,18 | 1.047                                                  | 1,16   | -     |       |
| La Città per Noi                          | Matteo Biffoni ✔️ Sindaco   | 53.167                      | 58,18 | 533                                                    | 0,59   | -     |       |
| Scelta per Prato (SC - CD - PLI)          | Matteo Biffoni ✔️ Sindaco   | 53.167                      | 58,18 | 527                                                    | 0,58   | -     |       |
| Italia dei Valori                         | Matteo Biffoni ✔️ Sindaco   | 53.167                      | 58,18 | 323                                                    | 0,35   | -     |       |
|                                           | Roberto Cenni               | 26.240                      | 28,71 | Forza Italia                                           | 9.114  | 10,12 | 4     |
| Prato con Cenni                           | Roberto Cenni               | 26.240                      | 28,71 | 8.809                                                  | 9,78   | 3     |       |
| Prato Libera e Sicura                     | Roberto Cenni               | 26.240                      | 28,71 | 3.241                                                  | 3,59   | 1     |       |
| Fratelli d'Italia                         | Roberto Cenni               | 26.240                      | 28,71 | 1.938                                                  | 2,15   | -     |       |
| Lega Nord                                 | Roberto Cenni               | 26.240                      | 28,71 | 1.097                                                  | 1,21   | -     |       |
| Unione di Centro                          | Roberto Cenni               | 26.240                      | 28,71 | 834                                                    | 0,92   | -     |       |
| Io Cambio                                 | Roberto Cenni               | 26.240                      | 28,71 | 284                                                    | 0,31   | -     |       |
| Alleanza Sociale                          | Roberto Cenni               | 26.240                      | 28,71 | 224                                                    | 0,24   | -     |       |
| Lega Toscana                              | Roberto Cenni               | 26.240                      | 28,71 | 176                                                    | 0,19   | -     |       |
| Seggio al candidato sindaco               | Seggio al candidato sindaco | Seggio al candidato sindaco | 28,71 | 1                                                      |        |       |       |
|                                           | Mariangela Verdolini        | 8.341                       | 9,12  | Movimento 5 Stelle                                     | 8,277  | 9,19  | 3     |
|                                           | Mario Tognocchi             | 913                         | 0,99  | Scaricare Tutto Tutti                                  | 780    | 0,96  | -     |
| Le Associazioni per Scaricare Tutto Tutti | Mario Tognocchi             | 913                         | 0,99  | 65                                                     | 0,07   | -     |       |
|                                           | Carlo La Vigna              | 862                         | 0,94  | Nuovo Centrodestra                                     | 904    | 1,00  | -     |
|                                           | Emiliano Bonini             | 855                         | 0,93  | Emiliano Bonini Sindaco (FFD - Indipendenti per Prato) | 828    | 0,91  | -     |
|                                           | Riccardo Bini               | 465                         | 0,50  | Città Forte                                            | 442    | 0,49  | -     |
|                                           | Alessandro Rubino           | 396                         | 0,43  | Prato Viva                                             | 384    | 0,42  | -     |
|                                           | Gisberto Gallucci           | 135                         | 0,14  | Partito Umanista                                       | 123    | 0,13  | -     |
| Totale                                    | Totale                      | 91.374                      |       |                                                        | 90.050 |       | 32    |

### Umbria

#### Perugia
| Candidati                             | Candidati                                | Voti                        | %     | Liste                | Voti   | %     | Seggi |
| ------------------------------------- | ---------------------------------------- | --------------------------- | ----- | -------------------- | ------ | ----- | ----- |
|                                       | Wladimiro Boccali Accede al ballottaggio | 39.582                      | 46,56 | Partito Democratico  | 29.484 | 35,04 | 7     |
| Socialisti Riformisti - Unione Civica | Wladimiro Boccali Accede al ballottaggio | 39.582                      | 46,56 | 4.325                | 5,14   | 1     |       |
| Moderati e Democratici                | Wladimiro Boccali Accede al ballottaggio | 39.582                      | 46,56 | 2.768                | 3,29   | -     |       |
| Sinistra per Perugia                  | Wladimiro Boccali Accede al ballottaggio | 39.582                      | 46,56 | 2.258                | 2,68   | -     |       |
| Sinistra Ecologia Libertà             | Wladimiro Boccali Accede al ballottaggio | 39.582                      | 46,56 | 1.760                | 2,09   | -     |       |
| Perugia dei Valori                    | Wladimiro Boccali Accede al ballottaggio | 39.582                      | 46,56 | 534                  | 0,63   | -     |       |
| Seggio al candidato sindaco           | Seggio al candidato sindaco              | Seggio al candidato sindaco | 46,56 | 1                    |        |       |       |
|                                       | Andrea Romizi Accede al ballottaggio     | 22.375                      | 26,32 | Forza Italia         | 9.865  | 11,72 | 9     |
| Progetto Perugia                      | Andrea Romizi Accede al ballottaggio     | 22.375                      | 26,32 | 4.022                | 4,78   | 3     |       |
| Nuovo Centrodestra                    | Andrea Romizi Accede al ballottaggio     | 22.375                      | 26,32 | 3.675                | 4,37   | 3     |       |
| Fratelli d'Italia                     | Andrea Romizi Accede al ballottaggio     | 22.375                      | 26,32 | 3.611                | 4,29   | 3     |       |
| Perugia Domani                        | Andrea Romizi Accede al ballottaggio     | 22.375                      | 26,32 | 430                  | 0,51   | -     |       |
|                                       | Cristina Rosetti                         | 16.225                      | 19,08 | Movimento 5 Stelle   | 15.293 | 18,17 | 3     |
|                                       | Urbano Barelli                           | 3.222                       | 3,79  | Perugia Rinasce (A)  | 1.779  | 2,11  | 1     |
| Crea Perugia (B)                      | Urbano Barelli                           | 3.222                       | 3,79  | 1.057                | 1,26   | -     |       |
| Seggio al candidato sindaco           | Seggio al candidato sindaco              | Seggio al candidato sindaco | 3,79  | 1                    |        |       |       |
|                                       | Diego Dramane Waguè                      | 2.116                       | 2,49  | Idee per Perugia (C) | 1.853  | 2,20  | -     |
|                                       | Adriana Galgano                          | 1.497                       | 1,76  | Scelta Civica        | 1.440  | 1,71  | -     |
| Totale                                | Totale                                   | 85.017                      |       |                      | 84.154 |       | 32    |

- Le liste contrassegnate con le lettere A, B e C sono apparentate al secondo turno con il candidato sindaco Andrea Romizi.

Ballottaggio
| Candidati | Candidati                | Voti   | %     |
| --------- | ------------------------ | ------ | ----- |
|           | Andrea Romizi ✔️ Sindaco | 35.469 | 58,02 |
|           | Wladimiro Boccali        | 25.666 | 41,98 |
| Totale    | Totale                   | 61.135 |       |

#### Terni
| Candidati                                     | Candidati                                   | Voti                        | %     | Liste                                | Voti   | %     | Seggi |
| --------------------------------------------- | ------------------------------------------- | --------------------------- | ----- | ------------------------------------ | ------ | ----- | ----- |
|                                               | Leopoldo Di Girolamo Accede al ballottaggio | 27.160                      | 46,88 | Partito Democratico                  | 17.477 | 30,50 | 14    |
| Terni Città Aperta                            | Leopoldo Di Girolamo Accede al ballottaggio | 27.160                      | 46,88 | 3.955                                | 6,90   | 3     |       |
| Progetto Terni                                | Leopoldo Di Girolamo Accede al ballottaggio | 27.160                      | 46,88 | 2.462                                | 4,30   | 2     |       |
| Sinistra Ecologia Libertà                     | Leopoldo Di Girolamo Accede al ballottaggio | 27.160                      | 46,88 | 2.124                                | 3,71   | 1     |       |
| Terni Oltre                                   | Leopoldo Di Girolamo Accede al ballottaggio | 27.160                      | 46,88 | 810                                  | 1,41   | -     |       |
| Il Giacinto - Alleanza Democratici e Liberali | Leopoldo Di Girolamo Accede al ballottaggio | 27.160                      | 46,88 | 668                                  | 1,17   | -     |       |
| Terni dei Valori                              | Leopoldo Di Girolamo Accede al ballottaggio | 27.160                      | 46,88 | 223                                  | 0,39   | -     |       |
|                                               | Paolo Crescimbeni Accede al ballottaggio    | 11.714                      | 20,22 | Forza Italia                         | 5.805  | 10,13 | 3     |
| Fratelli d'Italia                             | Paolo Crescimbeni Accede al ballottaggio    | 11.714                      | 20,22 | 2.432                                | 4,24   | 1     |       |
| I Love Terni - Valori e Competenze            | Paolo Crescimbeni Accede al ballottaggio    | 11.714                      | 20,22 | 2.114                                | 3,69   | 1     |       |
| Terni Città Futura                            | Paolo Crescimbeni Accede al ballottaggio    | 11.714                      | 20,22 | 865                                  | 1,51   | -     |       |
| Acciaio - Crescimbeni Sindaco                 | Paolo Crescimbeni Accede al ballottaggio    | 11.714                      | 20,22 | 250                                  | 0,44   | -     |       |
| Seggio al candidato sindaco                   | Seggio al candidato sindaco                 | Seggio al candidato sindaco | 20,22 | 1                                    |        |       |       |
|                                               | Angelica Trenta                             | 10.693                      | 18,45 | Movimento 5 Stelle                   | 9.983  | 17,42 | 5     |
|                                               | Franco Todini                               | 2.037                       | 3,52  | Il Cammello                          | 2.074  | 3,62  | 1     |
|                                               | Lorenzo Carletti                            | 1.533                       | 2,65  | Partito della Rifondazione Comunista | 1.547  | 2,70  | -     |
|                                               | Dario Guardalben                            | 1.500                       | 2,59  | Scelta Civica                        | 1.431  | 2,50  | -     |
|                                               | Valerio Mecarelli                           | 999                         | 1,72  | Terni da Salvare                     | 903    | 1,58  | -     |
|                                               | Francesco Bartoli                           | 729                         | 1,28  | Democrazia Diretta                   | 492    | 0,85  | -     |
| Terni Verde                                   | Francesco Bartoli                           | 729                         | 1,28  | 213                                  | 0,37   | -     |       |
|                                               | Piergiorgio Bonomi                          | 523                         | 0,90  | CasaPound                            | 502    | 0,88  | -     |
|                                               | Stefano Bolletta                            | 406                         | 0,70  | Terni Bene Comune                    | 342    | 0,60  | -     |
|                                               | Romano Sciarretta                           | 385                         | 0,66  | Terni Libera                         | 391    | 0,68  | -     |
|                                               | Enrico Busco                                | 244                         | 0,42  | Partito Italia Nuova                 | 243    | 0,42  | -     |
| Totale                                        | Totale                                      | 57.933                      |       |                                      | 57.306 |       | 32    |

Ballottaggio
| Candidati | Candidati                       | Voti   | %     |
| --------- | ------------------------------- | ------ | ----- |
|           | Leopoldo Di Girolamo ✔️ Sindaco | 20.198 | 59,51 |
|           | Paolo Crescimbeni               | 13.742 | 40,49 |
| Totale    | Totale                          | 33.940 |       |

### Marche

#### Ascoli Piceno
| Candidati                                   | Candidati                   | Voti                        | %     | Liste                     | Voti   | %     | Seggi |
| ------------------------------------------- | --------------------------- | --------------------------- | ----- | ------------------------- | ------ | ----- | ----- |
|                                             | Guido Castelli ✔️ Sindaco   | 18.451                      | 58,92 | Forza Italia              | 2.602  | 8,48  | 3     |
| Forza Ascoli                                | Guido Castelli ✔️ Sindaco   | 18.451                      | 58,92 | 2.320                     | 7,56   | 3     |       |
| Per Ascoli                                  | Guido Castelli ✔️ Sindaco   | 18.451                      | 58,92 | 2.275                     | 7,42   | 3     |       |
| Ascoli nel Futuro                           | Guido Castelli ✔️ Sindaco   | 18.451                      | 58,92 | 2.232                     | 7,28   | 3     |       |
| Pensiero Popolare Piceno                    | Guido Castelli ✔️ Sindaco   | 18.451                      | 58,92 | 2.145                     | 6,99   | 2     |       |
| Fratelli d'Italia                           | Guido Castelli ✔️ Sindaco   | 18.451                      | 58,92 | 1.662                     | 5,42   | 2     |       |
| Cuore di Ascoli                             | Guido Castelli ✔️ Sindaco   | 18.451                      | 58,92 | 1.557                     | 5,08   | 2     |       |
| Naturalmente Ascoli                         | Guido Castelli ✔️ Sindaco   | 18.451                      | 58,92 | 980                       | 3,19   | 1     |       |
| Ascoli con Castelli                         | Guido Castelli ✔️ Sindaco   | 18.451                      | 58,92 | 913                       | 2,98   | 1     |       |
| Ascoli con Gibellieri                       | Guido Castelli ✔️ Sindaco   | 18.451                      | 58,92 | 889                       | 2,90   | 1     |       |
| Nuovo Centrodestra                          | Guido Castelli ✔️ Sindaco   | 18.451                      | 58,92 | 879                       | 2,87   | 1     |       |
| Con Ascoli e il suo Territorio              | Guido Castelli ✔️ Sindaco   | 18.451                      | 58,92 | 384                       | 1,25   | -     |       |
|                                             | Giancarlo Luciani Castiglia | 5.058                       | 16,15 | Partito Democratico       | 4.050  | 13,20 | 4     |
| Ascoli Cambia Verso                         | Giancarlo Luciani Castiglia | 5.058                       | 16,15 | 433                       | 1,41   | -     |       |
| Sinistra Aperta - Sinistra Ecologia Libertà | Giancarlo Luciani Castiglia | 5.058                       | 16,15 | 335                       | 1,09   | -     |       |
| Articolo 1                                  | Giancarlo Luciani Castiglia | 5.058                       | 16,15 | 171                       | 0,56   | -     |       |
| Seggio al candidato sindaco                 | Seggio al candidato sindaco | Seggio al candidato sindaco | 16,15 | 1                         |        |       |       |
|                                             | Massimo Tamburri            | 2.388                       | 7,62  | Movimento 5 Stelle        | 2.057  | 6,70  | 2     |
|                                             | Davide Aliberti             | 2.206                       | 7,04  | Ascoli x Ascoli           | 975    | 3,18  | 1     |
| Adesso Ascoli                               | Davide Aliberti             | 2.206                       | 7,04  | 376                       | 1,23   | -     |       |
| Dignità Ascolana                            | Davide Aliberti             | 2.206                       | 7,04  | 366                       | 1,19   | -     |       |
| Azione Popolare                             | Davide Aliberti             | 2.206                       | 7,04  | 258                       | 0,84   | -     |       |
| Seggio al candidato sindaco                 | Seggio al candidato sindaco | Seggio al candidato sindaco | 7,04  | 1                         |        |       |       |
|                                             | Valeriano Camela            | 1.047                       | 3,34  | Unione di Centro          | 1.005  | 3,28  | 1     |
|                                             | Micaela Girardi             | 987                         | 3,15  | In Ascoli                 | 788    | 2,57  | -     |
|                                             | Pasquale Allevi             | 772                         | 2,46  | Movimento Autonomo Piceno | 637    | 2,08  | -     |
|                                             | Ilaria Mascetti             | 403                         | 1,28  | Ascoli Rossa              | 386    | 1,26  | -     |
| Totale                                      | Totale                      | 31.312                      |       |                           | 30.675 |       | 32    |

#### Pesaro
| Candidati                             | Candidati                   | Voti                        | %     | Liste                            | Voti   | %     | Seggi |
| ------------------------------------- | --------------------------- | --------------------------- | ----- | -------------------------------- | ------ | ----- | ----- |
|                                       | Matteo Ricci ✔️ Sindaco     | 32.068                      | 60,51 | Partito Democratico              | 21.613 | 41,19 | 16    |
| Matteo Ricci Sindaco                  | Matteo Ricci ✔️ Sindaco     | 32.068                      | 60,51 | 3.197                            | 6,09   | 2     |       |
| Una Città in Comune                   | Matteo Ricci ✔️ Sindaco     | 32.068                      | 60,51 | 1.622                            | 3,09   | 1     |       |
| Impegno Comune                        | Matteo Ricci ✔️ Sindaco     | 32.068                      | 60,51 | 1.615                            | 3,07   | 1     |       |
| Il Faro                               | Matteo Ricci ✔️ Sindaco     | 32.068                      | 60,51 | 1.313                            | 2,50   | 1     |       |
| La Sinistra (SEL - PRC - PdCI)        | Matteo Ricci ✔️ Sindaco     | 32.068                      | 60,51 | 1.190                            | 2,26   | -     |       |
| Solo Pesaro                           | Matteo Ricci ✔️ Sindaco     | 32.068                      | 60,51 | 669                              | 1,27   | -     |       |
| Io Centro (SC - PpI - DC)             | Matteo Ricci ✔️ Sindaco     | 32.068                      | 60,51 | 609                              | 1,16   | -     |       |
| Solidarietà - Liberi X Pesaro         | Matteo Ricci ✔️ Sindaco     | 32.068                      | 60,51 | 433                              | 0,82   | -     |       |
|                                       | Roberta Crescentini         | 9.472                       | 17,87 | Forza Italia                     | 3.878  | 7,39  | 3     |
| Nuovo Centrodestra - Unione di Centro | Roberta Crescentini         | 9.472                       | 17,87 | 1.305                            | 2,48   | 1     |       |
| Siamo Pesaro                          | Roberta Crescentini         | 9.472                       | 17,87 | 1.205                            | 2,29   | 1     |       |
| Fratelli d'Italia                     | Roberta Crescentini         | 9.472                       | 17,87 | 1.071                            | 2,04   | -     |       |
| Futura Pesaro                         | Roberta Crescentini         | 9.472                       | 17,87 | 700                              | 1,33   | -     |       |
| Lega Nord                             | Roberta Crescentini         | 9.472                       | 17,87 | 504                              | 0,96   | -     |       |
| Pesaro in Movimento                   | Roberta Crescentini         | 9.472                       | 17,87 | 284                              | 0,54   | -     |       |
| Fare per Fermare il Declino           | Roberta Crescentini         | 9.472                       | 17,87 | 171                              | 0,32   | -     |       |
| Seggio al candidato sindaco           | Seggio al candidato sindaco | Seggio al candidato sindaco | 17,87 | 1                                |        |       |       |
|                                       | Fabrizio Pazzaglia          | 8.706                       | 16,43 | Movimento 5 Stelle               | 8.514  | 16,22 | 5     |
|                                       | Albino Calcinari            | 1.310                       | 2,47  | La Rosa di Pesaro                | 1.286  | 2,45  | -     |
|                                       | Luca Acacia Scarpetti       | 725                         | 1,36  | Italia dei Valori                | 638    | 1,21  | -     |
|                                       | Giammarco Romagna           | 392                         | 0,73  | Partito Comunista dei Lavoratori | 351    | 0,66  | -     |
|                                       | Igor Jason Fradelloni       | 315                         | 0,59  | Cittadini Pesaro                 | 299    | 0,56  | -     |
| Totale                                | Totale                      | 52.988                      |       |                                  | 52.467 |       | 32    |

#### Urbino
| Candidati                             | Candidati                               | Voti                        | %     | Liste                      | Voti  | %     | Seggi |
| ------------------------------------- | --------------------------------------- | --------------------------- | ----- | -------------------------- | ----- | ----- | ----- |
|                                       | Maria Clara Muci Accede al ballottaggio | 3.481                       | 37,60 | Partito Democratico        | 2.925 | 32,10 | 4     |
| Primavera Democratica                 | Maria Clara Muci Accede al ballottaggio | 3.481                       | 37,60 | 381                        | 4,18  | -     |       |
| Scelta Civica                         | Maria Clara Muci Accede al ballottaggio | 3.481                       | 37,60 | 196                        | 2,15  | -     |       |
| L'Altra Urbino - Sinistra in Comune   | Maria Clara Muci Accede al ballottaggio | 3.481                       | 37,60 | 87                         | 0,95  | -     |       |
| Seggio al candidato sindaco           | Seggio al candidato sindaco             | Seggio al candidato sindaco | 37,60 | 1                          |       |       |       |
|                                       | Maurizio Gambini Accede al ballottaggio | 3.105                       | 33,54 | Liberi per Cambiare        | 1.416 | 15,53 | 4     |
| Forza Urbino                          | Maurizio Gambini Accede al ballottaggio | 3.105                       | 33,54 | 795                        | 8,72  | 2     |       |
| Verdi art. 9 con Sgarbi               | Maurizio Gambini Accede al ballottaggio | 3.105                       | 33,54 | 557                        | 6,11  | 1     |       |
| Nuovo Centrodestra - Unione di Centro | Maurizio Gambini Accede al ballottaggio | 3.105                       | 33,54 | 278                        | 3,05  | -     |       |
|                                       | Maria Francesca Crespini                | 1.313                       | 14,18 | Cut Liberitutti (A)        | 1.184 | 12,99 | 3     |
|                                       | Emilia Forti                            | 779                         | 8,41  | Movimento 5 Stelle         | 764   | 8,38  | 1     |
|                                       | Piero Pasquale Demitri                  | 309                         | 3,33  | Con Demitri per Urbino (B) | 274   | 3,00  | -     |
|                                       | Gualtiero De Santi                      | 270                         | 2,91  | Sinistra per Urbino-Agorà  | 255   | 2,79  | -     |
| Totale                                | Totale                                  | 9.257                       |       |                            | 9.112 |       | 16    |

- La lista contrassegnata con la lettera A è apparentata al secondo turno con il candidato sindaco Maurizio Gambini.
- La lista contrassegnata con la lettera B è apparentata al secondo turno con il candidato sindaco Maria Clara Muci.

Ballottaggio
| Candidati | Candidati                   | Voti  | %     |
| --------- | --------------------------- | ----- | ----- |
|           | Maurizio Gambini ✔️ Sindaco | 4.610 | 56,10 |
|           | Maria Clara Muci            | 3.607 | 43,90 |
| Totale    | Totale                      | 8.217 |       |

### Abruzzo

#### Pescara
| Candidati                                | Candidati                                  | Voti                        | %     | Liste                             | Voti   | %     | Seggi |
| ---------------------------------------- | ------------------------------------------ | --------------------------- | ----- | --------------------------------- | ------ | ----- | ----- |
|                                          | Marco Alessandrini Accede al ballottaggio  | 29.749                      | 43,00 | Partito Democratico               | 16.161 | 23,84 | 12    |
| Scegli Pescara                           | Marco Alessandrini Accede al ballottaggio  | 29.749                      | 43,00 | 3.228                             | 4,76   | 2     |       |
| Sinistra Ecologia Libertà                | Marco Alessandrini Accede al ballottaggio  | 29.749                      | 43,00 | 2.657                             | 3,92   | 2     |       |
| Liberali - Centro Democratico - Popolari | Marco Alessandrini Accede al ballottaggio  | 29.749                      | 43,00 | 2.634                             | 3,88   | 2     |       |
| Pescara Insieme Bene Comune              | Marco Alessandrini Accede al ballottaggio  | 29.749                      | 43,00 | 2.627                             | 3,87   | 1     |       |
| Persone Comuni per Pescara               | Marco Alessandrini Accede al ballottaggio  | 29.749                      | 43,00 | 1.548                             | 2,28   | 1     |       |
|                                          | Luigi Albore Mascia Accede al ballottaggio | 15.821                      | 22,83 | Forza Italia                      | 11.186 | 16,50 | 4     |
| Pescara Futura                           | Luigi Albore Mascia Accede al ballottaggio | 15.821                      | 22,83 | 3.599                             | 5,31   | 1     |       |
| Fratelli d'Italia                        | Luigi Albore Mascia Accede al ballottaggio | 15.821                      | 22,83 | 1.613                             | 2,38   | -     |       |
| Seggio al candidato sindaco              | Seggio al candidato sindaco                | Seggio al candidato sindaco | 22,83 | 1                                 |        |       |       |
|                                          | Enrica Sabatini                            | 11.152                      | 16,09 | Movimento 5 Stelle                | 10.260 | 15,14 | 3     |
|                                          | Guerino Testa                              | 8.335                       | 12,02 | Nuovo Centrodestra (A)            | 4.939  | 7,28  | 2     |
| Pescara in Testa (B)                     | Guerino Testa                              | 8.335                       | 12,02 | 2.061                             | 3,04   | -     |       |
| Rinascita Popolare (C)                   | Guerino Testa                              | 8.335                       | 12,02 | 607                               | 0,89   | -     |       |
| Unione di Centro (D)                     | Guerino Testa                              | 8.335                       | 12,02 | 270                               | 0,39   | -     |       |
| Seggio al candidato sindaco              | Seggio al candidato sindaco                | Seggio al candidato sindaco | 12,02 | 1                                 |        |       |       |
|                                          | Roberto De Camillis                        | 1.381                       | 1,99  | De Camillis Sindaco               | 734    | 1,08  | -     |
| Difendere Pescara                        | Roberto De Camillis                        | 1.381                       | 1,99  | 470                               | 0,69   | -     |       |
| Progetto Pescara                         | Roberto De Camillis                        | 1.381                       | 1,99  | 326                               | 0,48   | -     |       |
|                                          | Florio Corneli                             | 732                         | 1,05  | Pescara a Colori - Abruzzo Civico | 785    | 1,15  | -     |
|                                          | Vincenzo Serraiocco                        | 493                         | 0,71  | Serraiocco Sindaco (E)            | 466    | 0,68  | -     |
|                                          | Alessio Di Carlo                           | 411                         | 0,59  | La Grande Pescara                 | 398    | 0,58  | -     |
|                                          | Loredana Di Paola                          | 1.168                       | 1,68  | L'Altra Città                     | 1.195  | 1,76  | -     |
| Totale                                   | Totale                                     | 69.290                      |       |                                   | 67.764 |       | 32    |

- Le liste contrassegnate con le lettere A, B, C, D ed E sono apparentate al secondo turno con il candidato sindaco Luigi Albore Mascia.

Ballottaggio
| Candidati | Candidati                     | Voti   | %     |
| --------- | ----------------------------- | ------ | ----- |
|           | Marco Alessandrini ✔️ Sindaco | 29.699 | 66,34 |
|           | Luigi Albore Mascia           | 15.072 | 33,66 |
| Totale    | Totale                        | 44.771 |       |

#### Teramo
| Candidati                     | Candidati                                 | Voti                        | %     | Liste                                | Voti   | %     | Seggi |
| ----------------------------- | ----------------------------------------- | --------------------------- | ----- | ------------------------------------ | ------ | ----- | ----- |
|                               | Maurizio Brucchi Accede al ballottaggio   | 16.770                      | 49,77 | Futuro In                            | 5.638  | 17,10 | 7     |
| Nuovo Centrodestra            | Maurizio Brucchi Accede al ballottaggio   | 16.770                      | 49,77 | 3.854                                | 11,69  | 4     |       |
| Forza Italia                  | Maurizio Brucchi Accede al ballottaggio   | 16.770                      | 49,77 | 2.485                                | 7,53   | 3     |       |
| Al Centro per Teramo          | Maurizio Brucchi Accede al ballottaggio   | 16.770                      | 49,77 | 2.257                                | 6,84   | 2     |       |
| Popolari per Teramo           | Maurizio Brucchi Accede al ballottaggio   | 16.770                      | 49,77 | 2.125                                | 6,44   | 2     |       |
| Insieme per Te                | Maurizio Brucchi Accede al ballottaggio   | 16.770                      | 49,77 | 1.930                                | 5,85   | 2     |       |
|                               | Manola Di Pasquale Accede al ballottaggio | 8.465                       | 25,12 | Partito Democratico                  | 5.455  | 16,55 | 5     |
| Teramo Cambia                 | Manola Di Pasquale Accede al ballottaggio | 8.465                       | 25,12 | 2.244                                | 6,80   | 2     |       |
| Seggio al candidato sindaco   | Seggio al candidato sindaco               | Seggio al candidato sindaco | 25,12 | 1                                    |        |       |       |
|                               | Fabio Berardini                           | 2.784                       | 8,26  | Movimento 5 Stelle                   | 2.513  | 7,62  | 2     |
|                               | Gianluca Pomante                          | 2.580                       | 7,65  | Finalmente Pomante                   | 1.950  | 5,90  | 2     |
|                               | Graziella Cordone                         | 1.374                       | 4,05  | Sinistra Partecipattiva (SEL - PdCI) | 512    | 1,55  | -     |
| Città di Virtù                | Graziella Cordone                         | 1.374                       | 4,05  | 481                                  | 1,45   | -     |       |
|                               | Berardo Rabbuffo                          | 864                         | 2,56  | Libera Teramo                        | 490    | 1,48  | -     |
| Centro Democratico - Liberali | Berardo Rabbuffo                          | 864                         | 2,56  | 268                                  | 0,81   | -     |       |
|                               | Giorgio Giannella                         | 857                         | 2,54  | Prospettiva Comune                   | 762    | 2,31  | -     |
| Totale                        | Totale                                    | 33.694                      |       |                                      | 32.959 |       | 32    |

Ballottaggio
| Candidati | Candidati                   | Voti   | %     |
| --------- | --------------------------- | ------ | ----- |
|           | Maurizio Brucchi ✔️ Sindaco | 13.616 | 51,52 |
|           | Manola Di Pasquale          | 12.812 | 48,48 |
| Totale    | Totale                      | 26.428 |       |

### Molise

#### Campobasso
| Candidati                      | Candidati                   | Voti                        | %     | Liste               | Voti   | %     | Seggi |
| ------------------------------ | --------------------------- | --------------------------- | ----- | ------------------- | ------ | ----- | ----- |
|                                | Antonio Battista ✔️ Sindaco | 15.374                      | 50,01 | Partito Democratico | 6.689  | 22,17 | 9     |
| Italia dei Valori              | Antonio Battista ✔️ Sindaco | 15.374                      | 50,01 | 2.267               | 7,51   | 3     |       |
| Unione di Centro               | Antonio Battista ✔️ Sindaco | 15.374                      | 50,01 | 1.733               | 5,74   | 2     |       |
| Popolari per l'Italia          | Antonio Battista ✔️ Sindaco | 15.374                      | 50,01 | 1.626               | 5,38   | 2     |       |
| Partito dei Comunisti Italiani | Antonio Battista ✔️ Sindaco | 15.374                      | 50,01 | 1.120               | 3,71   | 1     |       |
| Segnale Civico                 | Antonio Battista ✔️ Sindaco | 15.374                      | 50,01 | 1.039               | 3,44   | 1     |       |
| Lab Campobasso                 | Antonio Battista ✔️ Sindaco | 15.374                      | 50,01 | 958                 | 3,17   | 1     |       |
| Centro Democratico             | Antonio Battista ✔️ Sindaco | 15.374                      | 50,01 | 756                 | 2,50   | -     |       |
| Partito Socialista Italiano    | Antonio Battista ✔️ Sindaco | 15.374                      | 50,01 | 429                 | 1,42   | -     |       |
| Sinistra Ecologia Libertà      | Antonio Battista ✔️ Sindaco | 15.374                      | 50,01 | 418                 | 1,38   | -     |       |
| Realtà Italia                  | Antonio Battista ✔️ Sindaco | 15.374                      | 50,01 | 205                 | 0,67   | -     |       |
|                                | Roberto Gravina             | 6.237                       | 20,28 | Movimento 5 Stelle  | 4.131  | 13,69 | 4     |
|                                | Michele Scasserra           | 5.353                       | 17,41 | Democrazia Popolare | 1.892  | 6,27  | 2     |
| Polo Civico                    | Michele Scasserra           | 5.353                       | 17,41 | 1.395               | 4,62   | 1     |       |
| Città Amica                    | Michele Scasserra           | 5.353                       | 17,41 | 1.359               | 4,50   | 1     |       |
| Campobasso Nuova               | Michele Scasserra           | 5.353                       | 17,41 | 803                 | 2,66   | 1     |       |
| Seggio al candidato sindaco    | Seggio al candidato sindaco | Seggio al candidato sindaco | 17,41 | 1                   |        |       |       |
|                                | Luigi Di Bartolomeo         | 2.886                       | 9,38  | Forza Italia        | 2.627  | 8,70  | 1     |
|                                | Giuseppe Saluppo            | 892                         | 2,90  | Il Capoluogo        | 722    | 2,39  | -     |
| Totale                         | Totale                      | 30.742                      |       |                     | 30.169 |       | 32    |

### Puglia

#### Bari
| Candidati                               | Candidati                                | Voti                        | %     | Liste                               | Voti    | %     | Seggi |
| --------------------------------------- | ---------------------------------------- | --------------------------- | ----- | ----------------------------------- | ------- | ----- | ----- |
|                                         | Antonio Decaro Accede al ballottaggio    | 88.371                      | 49,38 | Partito Democratico                 | 30.986  | 17,65 | 9     |
| Decaro per Bari                         | Antonio Decaro Accede al ballottaggio    | 88.371                      | 49,38 | 15.476                              | 8,81    | 4     |       |
| Decaro Sindaco                          | Antonio Decaro Accede al ballottaggio    | 88.371                      | 49,38 | 11.445                              | 6,51    | 3     |       |
| Realtà Italia                           | Antonio Decaro Accede al ballottaggio    | 88.371                      | 49,38 | 9.669                               | 5,50    | 3     |       |
| Sinistra Ecologia Libertà               | Antonio Decaro Accede al ballottaggio    | 88.371                      | 49,38 | 5.637                               | 3,21    | 1     |       |
| Centro Democratico                      | Antonio Decaro Accede al ballottaggio    | 88.371                      | 49,38 | 4.197                               | 2,39    | 1     |       |
| Bari Capitale                           | Antonio Decaro Accede al ballottaggio    | 88.371                      | 49,38 | 3.702                               | 2,10    | 1     |       |
| Semplicittà                             | Antonio Decaro Accede al ballottaggio    | 88.371                      | 49,38 | 2.244                               | 1,27    | -     |       |
| Io Bari - Orgogliosamente Baresi        | Antonio Decaro Accede al ballottaggio    | 88.371                      | 49,38 | 1.424                               | 0,81    | -     |       |
| Bari Viva                               | Antonio Decaro Accede al ballottaggio    | 88.371                      | 49,38 | 701                                 | 0,39    | -     |       |
| Italia dei Valori                       | Antonio Decaro Accede al ballottaggio    | 88.371                      | 49,38 | 447                                 | 0,25    | -     |       |
| Europa Bianca                           | Antonio Decaro Accede al ballottaggio    | 88.371                      | 49,38 | 350                                 | 0,19    | -     |       |
| Pensionati e Invalidi - Giovani Insieme | Antonio Decaro Accede al ballottaggio    | 88.371                      | 49,38 | 241                                 | 0,13    | -     |       |
|                                         | Domenico Di Paola Accede al ballottaggio | 64.004                      | 35,76 | Forza Italia                        | 21.401  | 12,19 | 4     |
| Movimento Politico Schittulli           | Domenico Di Paola Accede al ballottaggio | 64.004                      | 35,76 | 13.091                              | 7,45    | 3     |       |
| Nuovo Centrodestra - Unione di Centro   | Domenico Di Paola Accede al ballottaggio | 64.004                      | 35,76 | 11.835                              | 6,74    | 2     |       |
| Impegno Civile per Bari                 | Domenico Di Paola Accede al ballottaggio | 64.004                      | 35,76 | 6.661                               | 3,79    | 1     |       |
| Fratelli d'Italia                       | Domenico Di Paola Accede al ballottaggio | 64.004                      | 35,76 | 4.876                               | 2,77    | 1     |       |
| Nuovo PSI                               | Domenico Di Paola Accede al ballottaggio | 64.004                      | 35,76 | 1.981                               | 1,12    | -     |       |
| La Puglia Prima di Tutto                | Domenico Di Paola Accede al ballottaggio | 64.004                      | 35,76 | 1.624                               | 0,92    | -     |       |
| Lavoro per Bari                         | Domenico Di Paola Accede al ballottaggio | 64.004                      | 35,76 | 1.299                               | 0,73    | -     |       |
| Io per Bari                             | Domenico Di Paola Accede al ballottaggio | 64.004                      | 35,76 | 735                                 | 0,41    | -     |       |
| Nuova Alba                              | Domenico Di Paola Accede al ballottaggio | 64.004                      | 35,76 | 68                                  | 0,03    | -     |       |
| Seggio al candidato sindaco             | Seggio al candidato sindaco              | Seggio al candidato sindaco | 35,76 | 1                                   |         |       |       |
|                                         | Sabino Mangano                           | 13.653                      | 7,62  | Movimento 5 Stelle                  | 13.228  | 7,53  | 2     |
|                                         | Desirèe Digeronimo                       | 5.699                       | 3,16  | Desirèe Sindaco                     | 4.619   | 2,63  | -     |
| Fare per Fermare il Declino             | Desirèe Digeronimo                       | 5.699                       | 3,16  | 244                                 | 0,13    | -     |       |
| Giovani in Movimento                    | Desirèe Digeronimo                       | 5.699                       | 3,16  | 214                                 | 0,12    | -     |       |
| M.ur.arts. - Verdi                      | Desirèe Digeronimo                       | 5.699                       | 3,16  | 213                                 | 0,12    | -     |       |
|                                         | Luigi Paccione                           | 2.669                       | 1,49  | Convochiamoci per Bari              | 2.454   | 1,39  | -     |
|                                         | Stefano Miniello                         | 1.805                       | 1,00  | Nuova Era                           | 1.752   | 0,99  | -     |
|                                         | Matteo Magnisi                           | 1.379                       | 0,77  | Identità Popolare                   | 1.384   | 0,78  | -     |
|                                         | Marco Cornaro                            | 779                         | 0,43  | Polo Barese                         | 763     | 0,43  | -     |
|                                         | Michele Ladisa                           | 351                         | 0,19  | Insorgenza - Movimento Duosiciliano | 335     | 0,19  | -     |
|                                         | Giacomo Petrelli                         | 269                         | 0,15  | Partito di Alternativa Comunista    | 252     | 0,14  | -     |
| Totale                                  | Totale                                   | 179.065                     |       |                                     | 175.465 |       | 36    |

Ballottaggio
| Candidati | Candidati                 | Voti   | %     |
| --------- | ------------------------- | ------ | ----- |
|           | Antonio Decaro ✔️ Sindaco | 64.457 | 65,40 |
|           | Domenico Di Paola         | 34.096 | 34,60 |
| Totale    | Totale                    | 98.553 |       |

#### Foggia
| Candidati                     | Candidati                              | Voti                        | %     | Liste                           | Voti   | %     | Seggi |
| ----------------------------- | -------------------------------------- | --------------------------- | ----- | ------------------------------- | ------ | ----- | ----- |
|                               | Franco Landella Accede al ballottaggio | 27,075                      | 32,41 | Forza Italia                    | 9.910  | 12,15 | 8     |
| Nuovo Centrodestra            | Franco Landella Accede al ballottaggio | 27,075                      | 32,41 | 7,118                           | 8,73   | 5     |       |
| Destinazione Comune           | Franco Landella Accede al ballottaggio | 27,075                      | 32,41 | 4.946                           | 6,06   | 4     |       |
| Fratelli d'Italia             | Franco Landella Accede al ballottaggio | 27,075                      | 32,41 | 1.568                           | 1,92   | 1     |       |
| La Puglia Prima di Tutto      | Franco Landella Accede al ballottaggio | 27,075                      | 32,41 | 1.488                           | 1,82   | 1     |       |
| Destre Unite                  | Franco Landella Accede al ballottaggio | 27,075                      | 32,41 | 1.405                           | 1,72   | 1     |       |
| Movimento Politico Schittulli | Franco Landella Accede al ballottaggio | 27,075                      | 32,41 | 525                             | 0,64   | -     |       |
|                               | Augusto Marasco Accede al ballottaggio | 24.974                      | 29,89 | Partito Democratico             | 11.385 | 13,96 | 3     |
| Unione di Centro              | Augusto Marasco Accede al ballottaggio | 24.974                      | 29,89 | 4.144                           | 5,08   | 1     |       |
| Partito Socialista Italiano   | Augusto Marasco Accede al ballottaggio | 24.974                      | 29,89 | 3.832                           | 4,70   | 1     |       |
| Il Pane e le Rose             | Augusto Marasco Accede al ballottaggio | 24.974                      | 29,89 | 3.083                           | 3,78   | -     |       |
| Centro Democratico            | Augusto Marasco Accede al ballottaggio | 24.974                      | 29,89 | 2.014                           | 2,47   | -     |       |
| Realtà Italia                 | Augusto Marasco Accede al ballottaggio | 24.974                      | 29,89 | 768                             | 0,94   | -     |       |
| Socialismo e Democrazia       | Augusto Marasco Accede al ballottaggio | 24.974                      | 29,89 | 525                             | 0,64   | -     |       |
| Seggio al candidato sindaco   | Seggio al candidato sindaco            | Seggio al candidato sindaco | 29,89 | 1                               |        |       |       |
|                               | Leonardo Di Gioia                      | 15.493                      | 18,54 | Lista Leonardo Di Gioia Sindaco | 6.369  | 7,81  | 2     |
| Lavoro e Libertà              | Leonardo Di Gioia                      | 15.493                      | 18,54 | 4.967                           | 6,09   | 1     |       |
| Foggia Civica                 | Leonardo Di Gioia                      | 15.493                      | 18,54 | 1.851                           | 2,27   | -     |       |
| Più Foggia                    | Leonardo Di Gioia                      | 15.493                      | 18,54 | 1.395                           | 1,71   | -     |       |
| La Nostra Città               | Leonardo Di Gioia                      | 15.493                      | 18,54 | 338                             | 0,41   | -     |       |
| Seggio al candidato sindaco   | Seggio al candidato sindaco            | Seggio al candidato sindaco | 18,54 | 1                               |        |       |       |
|                               | Luigi Miranda                          | 6.391                       | 7,65  | Miranda Sindaco                 | 5.383  | 6,60  | 1     |
|                               | Vincenzo Rizzi                         | 5.925                       | 7,09  | Movimento 5 Stelle              | 5.140  | 6,30  | 1     |
|                               | Lucia Lambresa                         | 1.482                       | 1,77  | Lucia Lambresa Sindaco          | 1.407  | 1,72  | -     |
|                               | Gianfranco Piemontese                  | 1.234                       | 1,47  | Foggia a Sinistra               | 1.020  | 1,25  | -     |
|                               | Domenico Fiano                         | 776                         | 0,92  | Onda del Popolo                 | 793    | 0,97  | -     |
|                               | Giuseppe Martorana                     | 180                         | 0,21  | Nuovo Ordine Nazionale          | 150    | 0,18  | -     |
| Totale                        | Totale                                 | 83.530                      |       |                                 | 81.524 |       | 32    |

Ballottaggio
| Candidati | Candidati                  | Voti   | %     |
| --------- | -------------------------- | ------ | ----- |
|           | Franco Landella ✔️ Sindaco | 27.839 | 50,33 |
|           | Augusto Marasco            | 27.473 | 49,67 |
| Totale    | Totale                     | 55.312 |       |

### Basilicata

#### Potenza
| Candidati                                          | Candidati                            | Voti                        | %     | Liste                   | Voti   | %     | Seggi |
| -------------------------------------------------- | ------------------------------------ | --------------------------- | ----- | ----------------------- | ------ | ----- | ----- |
|                                                    | Luigi Petrone Accede al ballottaggio | 20.313                      | 47,82 | Partito Democratico     | 8.799  | 21,11 | 7     |
| Insieme si Cambia - Petrone Sindaco                | Luigi Petrone Accede al ballottaggio | 20.313                      | 47,82 | 5.045                   | 12,10  | 4     |       |
| Socialists & Democrats (PSI - Potenza Democratica) | Luigi Petrone Accede al ballottaggio | 20.313                      | 47,82 | 2.680                   | 6.43   | 2     |       |
| Centro Democratico                                 | Luigi Petrone Accede al ballottaggio | 20.313                      | 47,82 | 2.233                   | 5,35   | 2     |       |
| Scelta Civica                                      | Luigi Petrone Accede al ballottaggio | 20.313                      | 47,82 | 1.363                   | 3,27   | 1     |       |
| Socialisti Uniti - PSI                             | Luigi Petrone Accede al ballottaggio | 20.313                      | 47,82 | 1.181                   | 2,83   | 1     |       |
| Popolari Uniti                                     | Luigi Petrone Accede al ballottaggio | 20.313                      | 47,82 | 1.155                   | 2,77   | 1     |       |
| Sinistra per Potenza (SEL - PRC)                   | Luigi Petrone Accede al ballottaggio | 20.313                      | 47,82 | 850                     | 2,04   | -     |       |
| Seggio al candidato sindaco                        | Seggio al candidato sindaco          | Seggio al candidato sindaco | 47,82 | 1                       |        |       |       |
|                                                    | Dario De Luca Accede al ballottaggio | 7.132                       | 16,79 | Fratelli d'Italia       | 2.519  | 6,04  | 2     |
| Popolari per l'Italia                              | Dario De Luca Accede al ballottaggio | 7.132                       | 16,79 | 1.400                   | 3,36   | 1     |       |
| Lista Civica per la Città                          | Dario De Luca Accede al ballottaggio | 7.132                       | 16,79 | 1.370                   | 3,28   | 1     |       |
|                                                    | Roberto Falotico                     | 6.186                       | 14,56 | Potenza Condivisa       | 2.967  | 7,12  | 3     |
| Realtà Italia                                      | Roberto Falotico                     | 6.186                       | 14,56 | 1.897                   | 4,55   | 1     |       |
| Movimento Nuova Repubblica                         | Roberto Falotico                     | 6.186                       | 14,56 | 985                     | 2,36   | -     |       |
| Italia dei Valori                                  | Roberto Falotico                     | 6.186                       | 14,56 | 633                     | 1,51   | -     |       |
| Seggio al candidato sindaco                        | Seggio al candidato sindaco          | Seggio al candidato sindaco | 14,56 | 1                       |        |       |       |
|                                                    | Michele Cannizzaro                   | 5.459                       | 12,85 | Forza Italia            | 2.142  | 5,14  | 1     |
| Con Cannizzaro Liberiamo la Città                  | Michele Cannizzaro                   | 5.459                       | 12,85 | 1.743                   | 4.18   | 1     |       |
| Nuovo Centrodestra - Unione di Centro              | Michele Cannizzaro                   | 5.459                       | 12,85 | 454                     | 1,08   | -     |       |
| Seggio al candidato sindaco                        | Seggio al candidato sindaco          | Seggio al candidato sindaco | 12,85 | 1                       |        |       |       |
|                                                    | Savino Giannizzari                   | 2.628                       | 6,18  | Movimento 5 Stelle      | 1.822  | 4,37  | 1     |
|                                                    | Giuseppe Di Bello                    | 758                         | 1,78  | Liberiamo la Basilicata | 427    | 1,02  | -     |
| Totale                                             | Totale                               | 42.476                      |       |                         | 41.665 |       | 32    |

Ballottaggio
| Candidati | Candidati                | Voti   | %     |
| --------- | ------------------------ | ------ | ----- |
|           | Dario De Luca ✔️ Sindaco | 16.293 | 58,54 |
|           | Luigi Petrone            | 11.541 | 41,46 |
| Totale    | Totale                   | 27.834 |       |

### Calabria

#### Reggio Calabria
| Candidati                           | Candidati                     | Voti                        | %     | Liste                            | Voti   | %     | Seggi |
| ----------------------------------- | ----------------------------- | --------------------------- | ----- | -------------------------------- | ------ | ----- | ----- |
|                                     | Giuseppe Falcomatà ✔️ Sindaco | 58.171                      | 60,99 | Partito Democratico              | 15.302 | 16,42 | 7     |
| Reset per Falcomatà Sindaco         | Giuseppe Falcomatà ✔️ Sindaco | 58.171                      | 60,99 | 7.830                            | 8,40   | 3     |       |
| La Svolta con Falcomatà Sindaco     | Giuseppe Falcomatà ✔️ Sindaco | 58.171                      | 60,99 | 7.638                            | 8,19   | 3     |       |
| Centro Democratico                  | Giuseppe Falcomatà ✔️ Sindaco | 58.171                      | 60,99 | 6.977                            | 7,48   | 3     |       |
| A Testa Alta per Reggio             | Giuseppe Falcomatà ✔️ Sindaco | 58.171                      | 60,99 | 6.633                            | 7,12   | 3     |       |
| Officina Calabria                   | Giuseppe Falcomatà ✔️ Sindaco | 58.171                      | 60,99 | 3.495                            | 3,75   | 1     |       |
| Oltre con Falcomatà Sindaco         | Giuseppe Falcomatà ✔️ Sindaco | 58.171                      | 60,99 | 3.253                            | 3,49   | 1     |       |
| Partito Socialista Italiano         | Giuseppe Falcomatà ✔️ Sindaco | 58.171                      | 60,99 | 2.565                            | 2,75   | 1     |       |
| Sinistra Ecologia Libertà           | Giuseppe Falcomatà ✔️ Sindaco | 58.171                      | 60,99 | 1.668                            | 1,79   | -     |       |
| Partito Repubblicano Italiano       | Giuseppe Falcomatà ✔️ Sindaco | 58.171                      | 60,99 | 1.515                            | 1,62   | -     |       |
| Sinistra per Reggio                 | Giuseppe Falcomatà ✔️ Sindaco | 58.171                      | 60,99 | 1.505                            | 1,61   | -     |       |
|                                     | Lucio Dattola                 | 26.070                      | 27,33 | Reggio Futura                    | 8.821  | 9,46  | 4     |
| Forza Italia                        | Lucio Dattola                 | 26.070                      | 27,33 | 7.838                            | 8,41   | 4     |       |
| Nuovo Centrodestra                  | Lucio Dattola                 | 26.070                      | 27,33 | 3.014                            | 3,23   | 1     |       |
| Insieme a Dattola                   | Lucio Dattola                 | 26.070                      | 27,33 | 1.766                            | 1,89   | -     |       |
| Sud                                 | Lucio Dattola                 | 26.070                      | 27,33 | 1.529                            | 1,64   | -     |       |
| Destra per Reggio                   | Lucio Dattola                 | 26.070                      | 27,33 | 1.209                            | 1,29   | -     |       |
| Fratelli d'Italia                   | Lucio Dattola                 | 26.070                      | 27,33 | 993                              | 1,06   | -     |       |
| Movimento Dialogo Civile            | Lucio Dattola                 | 26.070                      | 27,33 | 920                              | 0,98   | -     |       |
| Alleanza Calabrese                  | Lucio Dattola                 | 26.070                      | 27,33 | 225                              | 0,24   | -     |       |
| Seggio al candidato sindaco         | Seggio al candidato sindaco   | Seggio al candidato sindaco | 27,33 | 1                                |        |       |       |
|                                     | Antonio Paolo Ferrara         | 3.025                       | 3,17  | Liberi di Ricominciare           | 1.524  | 1,63  | -     |
| Forza Reggio                        | Antonio Paolo Ferrara         | 3.025                       | 3,17  | 530                              | 0,56   | -     |       |
| Libertà Esigenze Sociali            | Antonio Paolo Ferrara         | 3.025                       | 3,17  | 434                              | 0,46   | -     |       |
| Lista del Grillo Parlante - No Euro | Antonio Paolo Ferrara         | 3.025                       | 3,17  | 150                              | 0,16   | -     |       |
| Democrazia Cristiana                | Antonio Paolo Ferrara         | 3.025                       | 3,17  | 68                               | 0,07   | -     |       |
|                                     | Vincenzo Giordano             | 2.381                       | 2,49  | Movimento 5 Stelle               | 1.738  | 1,86  | -     |
|                                     | Stefano Morabito              | 1.871                       | 1,96  | Per un'Altra Reggio              | 1.369  | 1,46  | -     |
|                                     | Giuseppe Walter Musarella     | 1.638                       | 1,71  | Ethos                            | 900    | 0,96  | -     |
| Alternativa Democratica             | Giuseppe Walter Musarella     | 1.638                       | 1,71  | 434                              | 0,46   | -     |       |
|                                     | Aurelio Chizzoniti            | 1.609                       | 1,68  | Reggio nel Cuore                 | 890    | 0,95  | -     |
|                                     | Giuseppe Siclari              | 362                         | 0,37  | Partito Comunista dei Lavoratori | 214    | 0,22  | -     |
|                                     | Francesco Anoldo Scafaria     | 238                         | 0,24  | Movimento Reggini Indignati      | 205    | 0,22  | -     |
| Totale                              | Totale                        | 95.365                      |       |                                  | 93.152 |       | 32    |

### Sicilia

#### Caltanissetta
| Candidati                       | Candidati                                 | Voti   | %     | Liste                            | Voti   | %     | Seggi |
| ------------------------------- | ----------------------------------------- | ------ | ----- | -------------------------------- | ------ | ----- | ----- |
|                                 | Giovanni Ruvolo Accede al ballottaggio    | 12.152 | 46,39 | Unione di Centro                 | 5.238  | 15,94 | 5     |
| Partito Democratico             | Giovanni Ruvolo Accede al ballottaggio    | 12.152 | 46,39 | 4.774                            | 14,52  | 5     |       |
| Intesa Civica Solidale          | Giovanni Ruvolo Accede al ballottaggio    | 12.152 | 46,39 | 2.908                            | 8,85   | 3     |       |
| Cambiare Caltanissetta          | Giovanni Ruvolo Accede al ballottaggio    | 12.152 | 46,39 | 2.628                            | 8,00   | 3     |       |
| Patto Etico Responsabile        | Giovanni Ruvolo Accede al ballottaggio    | 12.152 | 46,39 | 2.129                            | 6,48   | 2     |       |
|                                 | Michele Giarratana Accede al ballottaggio | 3.978  | 15.19 | Caltanissetta Protagonista       | 1.918  | 5,84  | 2     |
| Lista civica Giarratana Sindaco | Michele Giarratana Accede al ballottaggio | 3.978  | 15.19 | 1.499                            | 4,56   | -     |       |
| Grande Nissa                    | Michele Giarratana Accede al ballottaggio | 3.978  | 15.19 | 85                               | 0,26   | -     |       |
|                                 | Sergio Iacona                             | 3.668  | 14,00 | Forza Italia                     | 3.199  | 9,73  | 3     |
| Nuovo Centrodestra              | Sergio Iacona                             | 3.668  | 14,00 | 1.914                            | 5,82   | 2     |       |
|                                 | Gioacchino Lo Verme                       | 3.664  | 13,99 | Officina Politica Nissena        | 2.852  | 8,68  | 3     |
| Green Italia - Il Pungolo       | Gioacchino Lo Verme                       | 3.664  | 13,99 | 1.075                            | 3,27   | -     |       |
| Diversi Insieme                 | Gioacchino Lo Verme                       | 3.664  | 13,99 | 50                               | 0,15   | -     |       |
|                                 | Giovanni Magrì                            | 2.602  | 9,93  | Movimento 5 Stelle               | 2.459  | 7,48  | 2     |
|                                 | Conny Fasciana                            | 131    | 0,50  | Partito di Alternativa Comunista | 140    | 0,45  | -     |
| Totale                          | Totale                                    | 26.195 |       |                                  | 32.868 |       | 30    |

Ballottaggio
| Candidati | Candidati                  | Voti   | %     |
| --------- | -------------------------- | ------ | ----- |
|           | Giovanni Ruvolo ✔️ Sindaco | 14.471 | 64,31 |
|           | Michele Giarratana         | 8.032  | 35,69 |
| Totale    |                            |        |       |

Fonti: Primo turno - Secondo turno - Seggi

### Sardegna

#### Sassari
| Candidati                            | Candidati                   | Voti                        | %     | Liste                        | Voti   | %     | Seggi |
| ------------------------------------ | --------------------------- | --------------------------- | ----- | ---------------------------- | ------ | ----- | ----- |
|                                      | Nicola Sanna ✔️ Sindaco     | 43.833                      | 65,28 | Partito Democratico          | 19.205 | 29,14 | 13    |
| Sassari Bella Dentro                 | Nicola Sanna ✔️ Sindaco     | 43.833                      | 65,28 | 5.557                        | 8,43   | 3     |       |
| Ora Sì                               | Nicola Sanna ✔️ Sindaco     | 43.833                      | 65,28 | 4.619                        | 7,00   | 3     |       |
| Unione Popolare Cristiana            | Nicola Sanna ✔️ Sindaco     | 43.833                      | 65,28 | 2.826                        | 4,28   | 1     |       |
| Partito dei Sardi                    | Nicola Sanna ✔️ Sindaco     | 43.833                      | 65,28 | 2.337                        | 3,54   | 1     |       |
| Sinistra Ecologia Libertà            | Nicola Sanna ✔️ Sindaco     | 43.833                      | 65,28 | 2.094                        | 3,17   | 1     |       |
| Centro Democratico                   | Nicola Sanna ✔️ Sindaco     | 43.833                      | 65,28 | 2.054                        | 3,11   | 1     |       |
| Italia dei Valori                    | Nicola Sanna ✔️ Sindaco     | 43.833                      | 65,28 | 1.552                        | 2,35   | 1     |       |
| La Base                              | Nicola Sanna ✔️ Sindaco     | 43.833                      | 65,28 | 1.389                        | 2,10   | -     |       |
| Sinistra Sarda - RossoMori           | Nicola Sanna ✔️ Sindaco     | 43.833                      | 65,28 | 1.264                        | 1,91   | -     |       |
| Libertà di Movimento                 | Nicola Sanna ✔️ Sindaco     | 43.833                      | 65,28 | 415                          | 0,62   | -     |       |
| Indipendentzia Repubrica de Sardigna | Nicola Sanna ✔️ Sindaco     | 43.833                      | 65,28 | 587                          | 0,29   | -     |       |
|                                      | Rosanna Arru                | 8.776                       | 13,07 | Forza Italia                 | 5.140  | 7,79  | 2     |
| Sassari Progetto Comune              | Rosanna Arru                | 8.776                       | 13,07 | 2.200                        | 3,33   | 1     |       |
| Fratelli d'Italia                    | Rosanna Arru                | 8.776                       | 13,07 | 1.088                        | 1,65   | -     |       |
| Seggio al candidato sindaco          | Seggio al candidato sindaco | Seggio al candidato sindaco | 13,07 | 1                            |        |       |       |
|                                      | Maurilio Murru              | 8.042                       | 11,97 | Movimento 5 Stelle           | 7.472  | 11,33 | 4     |
|                                      | Nicola Lucchi               | 4.617                       | 6,87  | Sassari è                    | 1.704  | 2,58  | 1     |
| Riformatori Sardi                    | Nicola Lucchi               | 4.617                       | 6,87  | 1.605                        | 2,43   | -     |       |
| Unidos                               | Nicola Lucchi               | 4.617                       | 6,87  | 1.041                        | 1,57   | -     |       |
| Seggio al candidato sindaco          | Seggio al candidato sindaco | Seggio al candidato sindaco | 6,87  | 1                            |        |       |       |
|                                      | Antonio Cardin              | 1.339                       | 1,99  | Partito Sardo d'Azione       | 1.286  | 1,95  | -     |
|                                      | Cristiano Sabino            | 531                         | 0,79  | Fronte Indipendentista Unidu | 467    | 0,70  | -     |
| Totale                               | Totale                      | 67.138                      |       |                              | 65.902 |       | 34    |

## Elezioni provinciali e metropolitane
Non si sono tenute le elezioni per le amministrazioni provinciali che avrebbero dovuto rinnovare gli organi istituzionali dal 1º gennaio al 30 giugno 2014 per scadenza naturale del mandato o per elezioni anticipate (legge di stabilità 2014, art. 1, comma 325). Al loro posto si sono tenute in autunno le elezioni a suffragio ristretto previste dalla nuova normativa.

### Piemonte
- Provincia di Alessandria - Presidente: Maria Rita Rossa (PD) sindaco di Alessandria - Consiglieri: 7 PD, 5 CDX.[10]
- Provincia di Asti - Presidente: Fabrizio Brignolo (PD) sindaco di Asti - Consiglieri: 10 PD.[11]
- Provincia di Biella - Presidente: Emanuele Ramella Pralungo (PD) sindaco di Occhieppo Superiore - Consiglieri: 6 PD, 4 CDX.[12]
- Provincia di Cuneo - Presidente: Federico Borgna (Ind.) sindaco di Cuneo - Consiglieri: 12 SC.[13]
- Provincia di Novara - Presidente: Matteo Besozzi (PD) sindaco di Castelletto Ticino - Consiglieri: 7 PD, 5 CDX.[14]
- Città metropolitana di Torino - Sindaco metropolitano: Piero Fassino (PD) - Consiglio: 15 Città di città; 2 Movimento 5 Stelle; 1 Civica Alternativa[15]
- Provincia del Verbano-Cusio-Ossola - Presidente: Stefano Costa (PD) sindaco di Baceno - Consiglieri: 6 PD, 4 CDX.[16]

### Lombardia
- Provincia di Bergamo - Presidente: Matteo Rossi (PD) consigliere uscente - Consiglieri: 7 PD, 4 LN, 3 FI, 2 NCD.[17]
- Provincia di Brescia - Presidente: Pier Luigi Mottinelli (PD) consigliere uscente - Consiglieri: 10 PD, 2 SEL, 2 LN, 2 FI.[18]
- Provincia di Como - Presidente: Maria Rita Livio (PD) sindaco di Olgiate Comasco - Consiglieri: 6 PD, 4 FI, 1 LN, 1 NCD.[19]
- Provincia di Cremona - Presidente: Carlo Vezzini (PD) sindaco di Sesto ed Uniti - Consiglieri: 6 PD, 4 FI, 1 LN, 1 civico[20]
- Provincia di Lecco - Presidente: Flavio Polano (PD) sindaco di Malgrate - Consiglieri: 8 PD, 2 LN, 2 FI.[21]
- Provincia di Lodi - Presidente: Mauro Soldati (PD) consigliere uscente - Consiglieri: 5 PD, 3 FI, 1 FdI, 1 NCD.[22]
- Città metropolitana di Milano - Sindaco metropolitano: Giuliano Pisapia (SEL) - Consiglio: 14 Centro-sinistra per la Città metropolitana; 6 Insieme per la Città Metropolitana; 2 Lega Nord; 2 Costituente per la partecipazione[23]
- Provincia di Monza e della Brianza - Presidente: Gigi Ponti (PD) sindaco di Cesano Maderno - Consiglieri: 10 PD, 3 FI, 2 LN, 1 SC.[24]
- Provincia di Sondrio - Presidente: Luca Della Bitta (FI) sindaco di Chiavenna - Consiglieri: 7 CDX, 3 PD.[25]
- Provincia di Varese - Presidente: Nicola Gunnar Vincenzi (PD) sindaco di Cantello - Consiglieri: 6 PD, 3 FI, 3 LN, 2 NCD, 1 UDC, 1 SEL.[26][27]

### Veneto
- Provincia di Belluno - Presidente: Daniela Larese Filon (PS) sindaco di Auronzo di Cadore - Consiglieri: 9 PD, 1 FI.[28]
- Provincia di Padova - Presidente: Enoch Soranzo (SC) sindaco di Selvazzano - Consiglieri: 3 PD, 9 SC, 3 FI.[29]
- Provincia di Rovigo - Presidente: Marco Trombini (FI) sindaco di Ceneselli - Consiglieri: 6 CSX, 4 FI.[30]
- Provincia di Verona - Presidente: Antonio Pastorello (FI) sindaco di Roveredo di Guà - Consiglieri: 4 PD, 3 FI, 3 LN, 3 NCD, 2 FdI, 1 SC.[31]
- Provincia di Vicenza - Presidente: Achille Variati (PD) sindaco di Vicenza - Consiglieri: 6 PD, 4 NCD, 3 Civici, 2 LN, 1 Fratelli d'Italia.[32]

### Liguria
- Città metropolitana di Genova - Sindaco metropolitano: Marco Doria (IND) - Consiglio: 13 Costituente per la Città metropolitana; 3 Comuni e Comunità; 2 Noi per l'Area Vasta - Liberi di scegliere[33]
- Provincia della Spezia - Presidente: Massimo Federici (PD) sindaco della Spezia - Consiglieri: 7 PD, 3 FI.[34]
- Provincia di Savona - Presidente: Monica Giuliano (PD) sindaco di Vado Ligure - Consiglieri: 5 PD, 3 SEL, 2 FI.[35]

### Emilia-Romagna
- Città metropolitana di Bologna - Sindaco metropolitano: Virginio Merola (PD) - Consiglio: 12 PD; 3 Uniti per l'Alternativa; 1 M5S; 1 Sinistra per i Beni Comuni; 1 Rete Civica[36]
- Provincia di Ferrara - Presidente: Tiziano Tagliani (PD) sindaco di Ferrara - Consiglieri: 12 PD.[37]
- Provincia di Forlì-Cesena - Presidente: Davide Drei (PD) sindaco di Forlì - Consiglieri: 9 PD, 3 FI.[38]
- Provincia di Modena - Presidente: Gian Carlo Muzzarelli (PD) sindaco di Modena - Consiglieri: 9 PD, 2 NCD, 1 FI.[39]
- Provincia di Parma - Presidente: Filippo Fritelli (PD) sindaco di Salsomaggiore - Consiglieri: 8 PD, 4 lista civica.[40]
- Provincia di Piacenza - Presidente: Francesco Rolleri (PD) sindaco di Vigolzone - Consiglieri: 6 PD, 2 FI, 2 NCD.[41]
- Provincia di Reggio nell'Emilia - Presidente: Giammaria Manghi (PD) sindaco di Poviglio - Consiglieri: 10 PD, 2 FI.[42]
- Provincia di Rimini - Presidente: Andrea Gnassi (PD) sindaco di Rimini - Consiglieri: 8 PD, 4 FI.[43]

### Toscana
- Provincia di Arezzo - Presidente: Roberto Vasai (PD) presidente uscente - Consiglieri: 8 PD, 3 FI, 1 CD.[44]
- Città metropolitana di Firenze - Sindaco metropolitano: Dario Nardella (PD) - Consiglio: 14 PD; 1 FI; 1 M5S; 1 Città metropolitana Territori Beni Comuni; 1 Liste Civiche per la Città metropolitana[45]
- Provincia di Grosseto - Presidente: Emilio Bonifazi (PD) sindaco di Grosseto - Consiglieri: 6 PD, 3 FI, 1 SEL.[46]
- Provincia di Livorno - Presidente: Alessandro Franchi (PD) sindaco di Rosignano Marittimo - Consiglieri: 6 SEL, 5 PD, 1 FI.[47]
- Provincia di Massa e Carrara - Presidente: Narciso Buffoni (PD) sindaco di Montignoso - Consiglieri: 7 PD, 3 FI.[48]
- Provincia di Pisa - Presidente: Marco Filippeschi (PD) sindaco di Pisa - Consiglieri: 9 PD, 2 NCD, 1 FI.[49]
- Provincia di Pistoia - Presidente: Federica Fratoni (PD) presidente uscente - Consiglieri: 8 PD, 2 SEL.[50]
- Provincia di Potenza - Presidente: Nicola Valluzzi (PD) sindaco di Castelmezzano - Consiglieri: 8 PD, 2 SEL, 1 FI, 1 NCD.[51]
- Provincia di Prato - Presidente: Matteo Biffoni (PD sindaco di Prato - Consiglieri: 8 PD, 2 FI.[52]
- Provincia di Siena - Presidente: Fabrizio Nepi (PD) sindaco di Castelnuovo Berardenga - Consiglieri: 7 PD, 3 CDX.[53]

### Umbria
- Provincia di Perugia - Presidente: Nando Mismetti (PD) sindaco di Foligno - Consiglieri: 7 PD, 5 CDX.[54]
- Provincia di Terni - Presidente: Leopoldo Di Girolamo (PD) sindaco di Terni - Consiglieri: 7 PD, 2 FI, 1 SC.[55]

### Marche
- Provincia di Ancona - Presidente: Liana Serrani (PD) sindaco di Montemarciano - Consiglieri: 9 PD, 2 FI, 1 NCD.[56]
- Provincia di Ascoli Piceno - Presidente: Paolo D'Erasmo (PD) consigliere uscente - Consiglieri: 6 PD, 3 FI, 1 NCD.[57]
- Provincia di Fermo - Presidente: Fabrizio Cesetti presidente uscente - Consiglieri: 7 PD, 2 FI, 1 NCD.[58]
- Provincia di Pesaro e Urbino - Presidente: Daniele Tagliolini (PD) sindaco di Peglio - Consiglieri: 11 PD, 1 SC.[59]

### Lazio
- Provincia di Frosinone - Presidente: Antonio Pompeo (PD) sindaco di Ferentino - Consiglieri: 4 SEL, 3 PD, 3 FI, 2 NCD.[60]
- Provincia di Latina - Presidente: Eleonora Della Penna (PD) sindaco di Cisterna di Latina - Consiglieri: 4 PD, 4 FI, 2 NCD, 2 SC.[61]
- Provincia di Rieti - Presidente: Giuseppe Rinaldi (PD) consigliere uscente - Consiglieri: 5 PD, 3 FI, 1 NCD, 1 SC.[62]
- Città metropolitana di Roma - Sindaco metropolitano: Ignazio Marino (PD) - Consiglio: 14 PD; 4 FI, 2 M5S; 2 Nuovo Centrodestra; 1 Territorio e Partecipazione; 1 Dalle Città Uguaglianza e Libertà[63]

### Abruzzo
- Provincia di Chieti - Presidente: Mario Pupillo (PD) sindaco di Lanciano - Consiglieri: 7 PD, 5 FI.[64]
- Provincia di Pescara - Presidente: Antonio Di Marco (PD) sindaco di Abbateggio - Consiglieri: 8 PD, 4 CDX.[65]
- Provincia di Teramo - Presidente: Renzo Di Sabatino (PD) consigliere uscente - Consiglieri: 6 PD, 3 FI, 3 NCD.[66]

### Molise
- Provincia di Isernia - Presidente: Luigi Brasiello (PD) sindaco di Isernia - Consiglieri: 7 PD, 3 FI.[67]

### Campania
- Provincia di Avellino - Presidente: Domenico Gambacorta (FI) sindaco di Ariano Irpino - Consiglieri: 4 PD, 2 FI, 2 NCD, 2 CD, 1 SEL, 1 SC.[68]
- Provincia di Benevento - Presidente: Claudio Ricci (PD) sindaco di San Giorgio del Sannio - Consiglieri: 4 PD, 2 SEL, 2 NCD, 1 FI, 1 SC.[69]
- Città metropolitana di Napoli - Sindaco metropolitano: Luigi De Magistris (IND) - Consiglio: 7 PD; 7 FI; 5 Città metropolitana Bene Comune; 4 Nuovo Centrodestra - Unione di Centro; 1 Fratelli d'Italia - Alleanza Nazionale[70]
- Provincia di Salerno - Presidente: Giuseppe Canfora (PD) sindaco di Sarno - Consiglieri: 7 PD, 3 FdI, 2 FI, 2 UDC, 1 NCD, 1 SC.[71]

### Puglia
- Città metropolitana di Bari - Sindaco metropolitano: Antonio Decaro (PD) - Consiglio: 10 Città Insieme; 7 Alleanza per la Città; 1 Terre Democratiche[72]
- Provincia di Barletta-Andria-Trani - Presidente: Francesco Spina (SC) sindaco di Bisceglie - Consiglieri: 7 FI, 4 PD, 1 SC.[73]
- Provincia di Brindisi - Presidente: Maurizio Bruno (PD) sindaco di Francavilla Fontana - Consiglieri: 5 PD, 5 FI, 2 NCD.[74]
- Provincia di Foggia - Presidente: Francesco Miglio (PD) sindaco di San Severo - Consiglieri: 4 FI, 3 PD, 2 SC, 1 UDC, 1 SEL, 1 NCD.[75]
- Provincia di Lecce - Presidente: Antonio Maria Gabellone (FI) presidente uscente - Consiglieri: 5 FdI, 4 FI, 3 PD, 2 SEL, 1 NCD, 1 UDC.[76]
- Provincia di Taranto - Presidente: Martino Tamburrano (FI) sindaco di Massafra - Consiglieri: 6 FI, 4 PD, 2 SEL.[77]

### Basilicata
- Provincia di Matera - Presidente: Francesco De Giacomo (PD) sindaco di Grottole - Consiglieri: 7 PD, 2 FI, 1 NCD.[78]

### Calabria
- Provincia di Catanzaro - Presidente: Enzo Bruno (PD) consigliere uscente - Consiglieri: 5 FI, 4 PD, 3 NCD.[79]
- Provincia di Cosenza - Presidente: Mario Occhiuto (FI) sindaco di Cosenza - Consiglieri: 5 PD, 4 FI, 2 NCD, 2 UDC, 1 SC, 1 SEL.[80]
- Provincia di Crotone - Presidente: Peppino Vallone (PD) sindaco di Crotone - Consiglieri: 6 PD, 2 FI, 1 NCD, 1 SC.[81]
- Provincia di Vibo Valentia - Presidente: Andrea Niglia (FI) sindaco di Briatico - Consiglieri: 5 FI, 3 PD, 2 NCD.[82]